# 俄罗斯历史

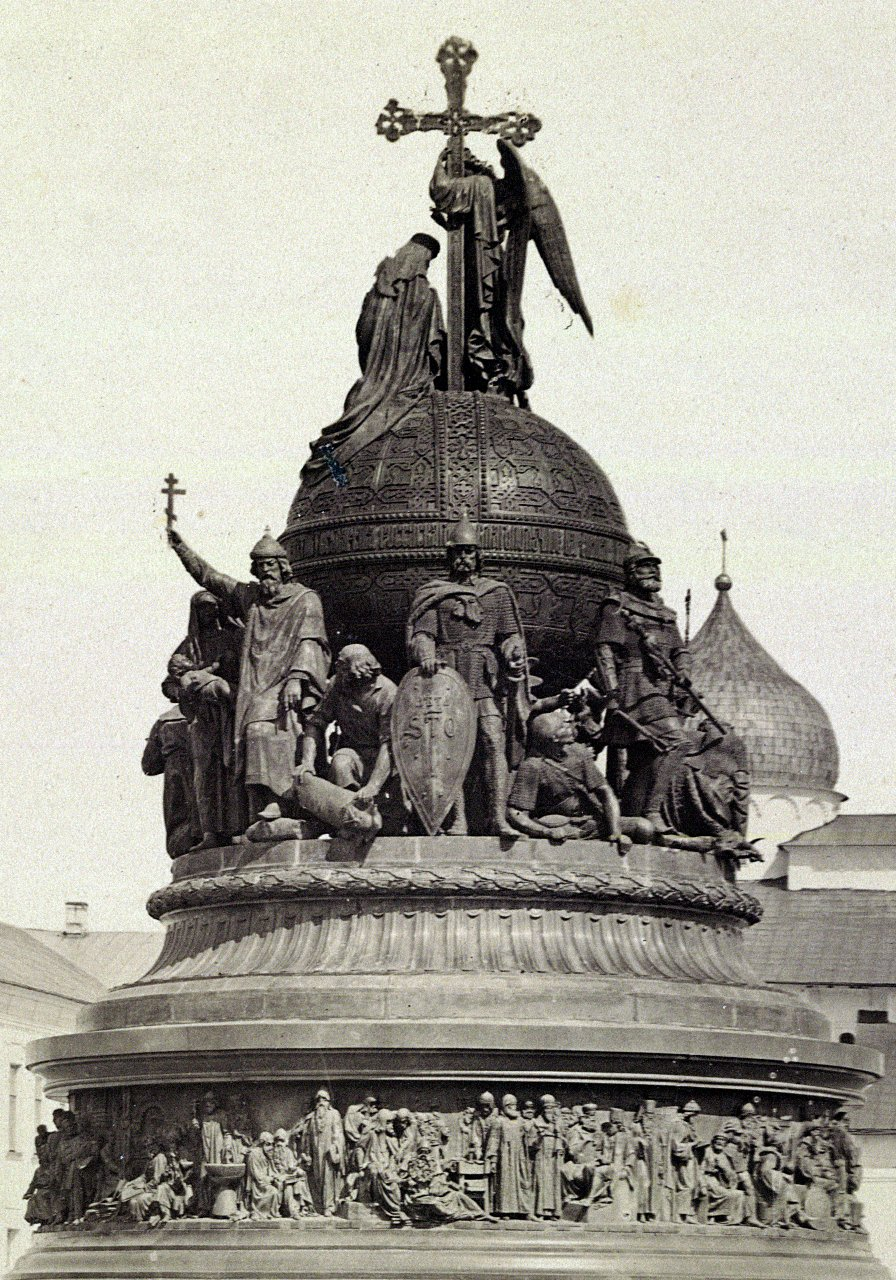
俄罗斯千年纪念碑（1862年揭幕），時設計以紀念大諾夫哥羅德（862年）的第一位王公留里克到來一千週年。

俄罗斯历史始於東斯拉夫人，亦是後來的俄罗斯人、乌克兰人和白俄罗斯人。基辅罗斯是东斯拉夫人建立的第一個城邦聯盟。988年开始，東正教从拜占庭帝国傳入基辅罗斯，由此拉开拜占庭和斯拉夫文化的融合，并最终形成占据未来700年时间的罗斯文化。基輔羅斯後期繼承權立法出現爭議，諸大公相爭持基輔宗主權，弗拉基米尔大公安德烈·博戈柳布斯基於1169年聯合十六個大公國的軍隊攻陷基輔，名義上儼然為基輔羅斯繼承者，但一年後就失去權威，各王公再度相互對戰。到1237-1240年蒙古人西征瓦解基辅罗斯的輝煌後，東北羅斯諸國臣服於蒙古人，而多個地緣實體為享有正統繼承羅斯諸土的地位而展開角力。
於蒙古羅斯內的弗拉基米尔公國，於13世纪末分封建立莫斯科公國。擊敗和兼併其他東北羅斯競爭者而崛起的莫斯科公國，在13世紀後脫離金帳汗國繼續擴張版圖，在與波蘭立陶宛聯邦對壘間將勢力範圍延伸至聶伯河左岸，被其稱之為「羅斯的重新統一」（The Reunification of Rus'），费奥多尔一世在1598年无子嗣的死亡引致了继位危机，并导致俄罗斯进入被称为动荡时期的无政府状态和内战时期。1613年，随着米哈伊尔·罗曼诺夫加冕为罗曼诺夫王朝的第一位沙皇，俄罗斯摆脱了动荡时期。俄羅斯於1654年6月奪取了白羅斯初代城邦波洛茨克，莫斯科大公此時便改稱「全羅斯君主：大羅斯、小羅斯和白羅斯」（The Sovereign of All Rus': the Great, the Little and the White）。16世纪中叶伊凡四世时代，莫斯科大公国改称俄罗斯沙皇国。到18世纪彼得一世时代，通過瓜分波蘭和東擴領土遠至北美，變成为庞大的俄罗斯帝国，横跨从波兰到太平洋的广袤地域，莫斯科君主的頭銜再次由沙皇改為皇帝。直到19世紀末期整個西伯利亞被納入俄羅斯帝國版圖中，令莫斯科由一個在歐洲邊緣的王國變成史上最大的大陸帝國。1861年，俄罗斯废除农奴制度。随后农民不断增加，对土地的需求也不断增长，急剧加大帝國內部的政治矛盾及統治壓力。从废除农奴制度到1914年第一次世界大战爆发，帝國推出斯托雷平土地改革、1906年宪法和国家杜马，极大地改变其经济和政治状况，只是皇帝依然没有意愿放弃独裁统治。
经济崩溃、对俄罗斯卷入第一次世界大战的管理不善以及对独裁政府制度的不满引发了1917年的俄罗斯二月革命。推翻君主制最初使自由派和温和社会主义者的联盟上台，但他们失败的政策导致共产主义布尔什维克于1917年10月25日（11月7日新历）发动十月革命:226。从1922年至1991年，苏联实行社会主义政权统治并在二战结束以后与西方欧美国家进行了长达近半个世纪的冷战:198。但随着经济和政治体制的缺点所引发的矛盾越来越尖锐，1990年俄罗斯发表主权宣言，1991年苏联解体。
后来，俄罗斯在签署布达佩斯备忘录后于1994年继承了苏联的全部核武库。以弗拉基米尔·普京总统为首的新领导人在2000年之后获得了政治和经济权力，并對外重新采取强硬政策，先是2014年吞并克里米亚半岛引起美国和欧盟实施经济制裁；2022年再次入侵乌克兰備受國際關注。除了俄罗斯的腐败問題在欧洲被评为最严重，俄罗斯的人权状况也越来越受到国际观察家的批评。直至今日，俄罗斯的政治经济结构依然带有帝俄和苏俄的特点。

## 史前時期

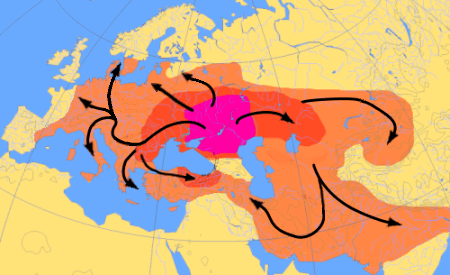
原始印欧人迁徙路线

俄罗斯在旧石器时代已有居民。有学者认为，俄国舊石器文化與西欧同时期文化有相似之处。
公元前，俄罗斯南部居住着原始印欧人和斯基泰人。科学家在20世纪的伊帕托夫、辛塔沙塔、阿尔凯姆等地，发现与之相关的遗迹。

## 早期历史

### 古代
公元前8世纪後期，希腊商人隨著贸易，将古典文明带到塔奈斯和凡纳戈里亚等黑海一帶的地方。公元前3世纪至前6世纪，博斯普鲁斯王国继承希腊殖民地，却不断受到以匈人和阿瓦尔人为首的游牧民族攻击。
公元8世纪，可萨人统治里海和黑海之间的伏尔加河下游盆地，他们以法律、宽容和四海一家的信念而闻名。可萨人成为波罗的海国家与以巴格达为中心的伊斯兰教阿拔斯王朝之间的商业纽带。可萨人还是拜占庭帝国的重要盟友，曾资助一系列针对阿拉伯哈里发的战争。公元8世纪，可萨人接纳犹太教。

### 早期东斯拉夫人
俄罗斯人的祖先是斯拉夫人，一些学者认为他们的最初居住地，是白俄羅斯平斯克沼泽。东斯拉夫人沿两条线路──一条从基辅到苏兹达尔和穆罗姆，一支从波洛茨克到大诺夫哥罗德和罗斯托夫──来到日耳曼人西迁留下的空地，并逐渐在俄罗斯西部定居下来。从7世纪开始，东斯拉夫人逐渐成为俄罗斯西部人口最多的民族，并缓慢而和平地吸收当地使用芬兰-乌戈尔语的族群。

### 基辅罗斯
在西欧被称作“维京人”，而在东欧被称作“瓦良格人”的古代斯堪的纳维亚人，在北欧从事着海盗和商人的双重工作。9世纪中叶，他们开始沿着从波罗的海东部到黑海和里海的水路探险。沿河居住的斯拉夫人经常雇佣这些人作保护者。根据罗斯编年史的记载，一个名叫留里克的瓦兰吉人在860年左右被选举为大诺夫哥罗德的统治者，因而創建留里克王朝。后来，他的继任者将触角伸到南方并征服原先由可萨人统治的基辅。
9世纪东斯拉夫人在第聂伯河谷成立基辅罗斯，沿著斯堪的纳维亚和拜占庭帝国之间经由沃爾霍夫河和第聂伯河进行的贸易路线逐漸擴張其影響於諸城邦，成為羅斯地區的統治中心，受羅斯諸親王效忠，其中就包括了蘇茲達爾王公長手尤里，其治下的「莫斯科」地名也第一次出現在俄羅斯的編年史中。

### 蒙古到來與金帳汗國時期（1223年－1480年）

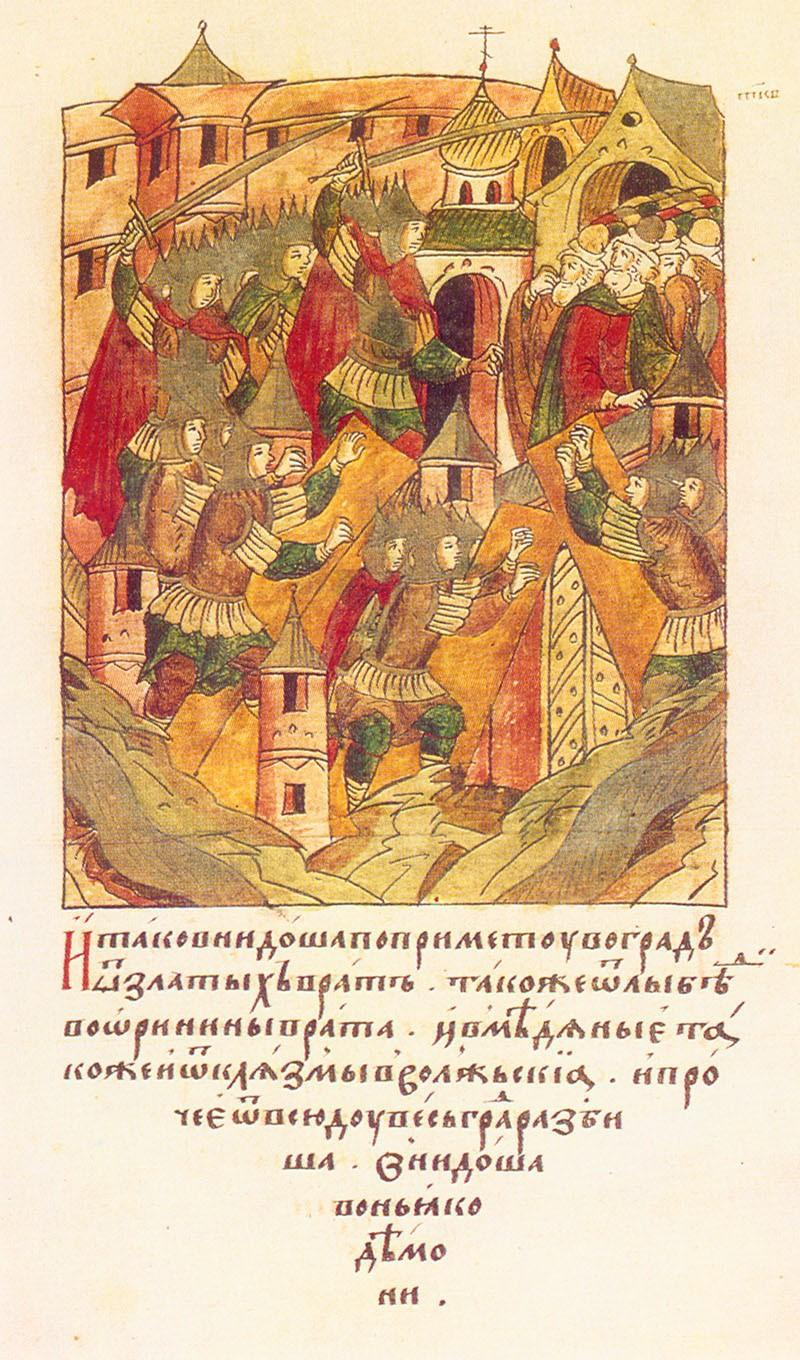
屬於16世紀俄羅斯編年史內的一幅配圖，描繪了1238年2月拔都蹂躪弗拉基米爾的畫面。

蒙古人的襲來宣告了基輔羅斯的瓦解。1223年的時候，並不緊密聯盟的南部羅斯諸王公遭遇一股蒙古部隊的進襲，雙方在迦勒迦河交戰，結果蒙古人獲勝。進擊的蒙古人於1237～1238年間繼續入侵東北羅斯，是將弗拉基米爾的城池（1238年2月4日） 以及東北羅斯其他的主要城鎮都焚毀掉，更在錫季河擊潰了羅斯軍隊，接著就向西進軍跨入波蘭和匈牙利。在這個時候多數的羅斯公國都置於蒙古人手中，當期時的諾夫哥羅德倖免於難並繼續發展著與漢薩同盟之間的往來關係。而拔都於1242年成立金帳汗國，開始蒙古人對東北諸羅斯公國長達兩百年的統治。
蒙古入侵對羅斯諸土所造成的影響是不均衡的。當時先進的城鎮文化是被幾乎摧毀，基輔及弗拉基米爾這些古老的中心也未能在最初一波侵襲之後於廢墟中重建起來，莫斯科、特維爾和下諾夫哥羅德 這些新興城鎮就此開始競相爭奪在蒙古羅斯之內的權威地位。儘管曾有羅斯軍隊於1380年在庫里科沃擊敗金帳汗國， 蒙古人是直到1480年左右之前，保持著對旗下羅斯諸土的管治以及向被統治的羅斯王公們收取稅貢。
蒙古人是由萨莱這一他們的西部中心，同時也是中世紀世界上最大規模的城市之一， 對東北羅斯與伏爾加保加利亞行使主權。臣服蒙古的諸羅斯王公必須向金帳汗國的蒙古人，通稱為韃靼人，繳納貢稅；作為交換，他們會收到授權書讓他們可以以可汗的代理人身份進行活動。總體而言，諸王公被允許依照他們所想以最大限度的自由行使自治。

#### 改變
基輔羅斯瓦解後，西部如加利西亞-沃里尼亞等的諸羅斯公國後來由波蘭立陶宛入主， 而蒙古主治的弗拉基米尔-苏兹达尔與獨立的諾夫哥羅德這兩大地區， 就是後期俄羅斯領土的主要基礎部分。
在蒙古羅斯裡建立的莫斯科公國，是需定期到薩萊可汗大帳叩頭領取汗敕，繳稅和提供兵源，處於嚴格的封臣關係下。莫斯科方面在蒙古征服後反省失敗，認為分權，分裂是最大錯誤，正是基輔羅斯分權分裂因此一蹶不振，因此只有中央集權才能令自己強大，因此後來的莫斯科公國專制獨裁，一方面是蒙古，另一方面是東羅馬帝國的傳統，查士丁尼法典提出君權神授，皇帝是代表上帝管理世界，沒有比皇帝更重要，巧的是蒙古人也認為可汗的權力由上天授予，不容分割，因此俄羅斯日後行共和民主制，民主形式和西方差異極大。
另一方面，莫斯科長期和蒙古人交往，學習他們的外交禮節，當他們擴張到西伯利亞和衛拉特，漠北蒙古，自稱白可汗。另一方面，在君王面前俯身是蒙古人的習俗，後成為莫斯科公國的傳統。俄羅斯的軍事戰術和運輸體系方面就遺留有蒙古人的影響，而在蒙古主治時代，俄羅斯也發展起自身的郵遞道路網絡、人口普查、財政體系以及軍事組織技術。

## 莫斯科崛起、脫離蒙古及擴張諸羅斯（1283年－1547年）

### 建立公国

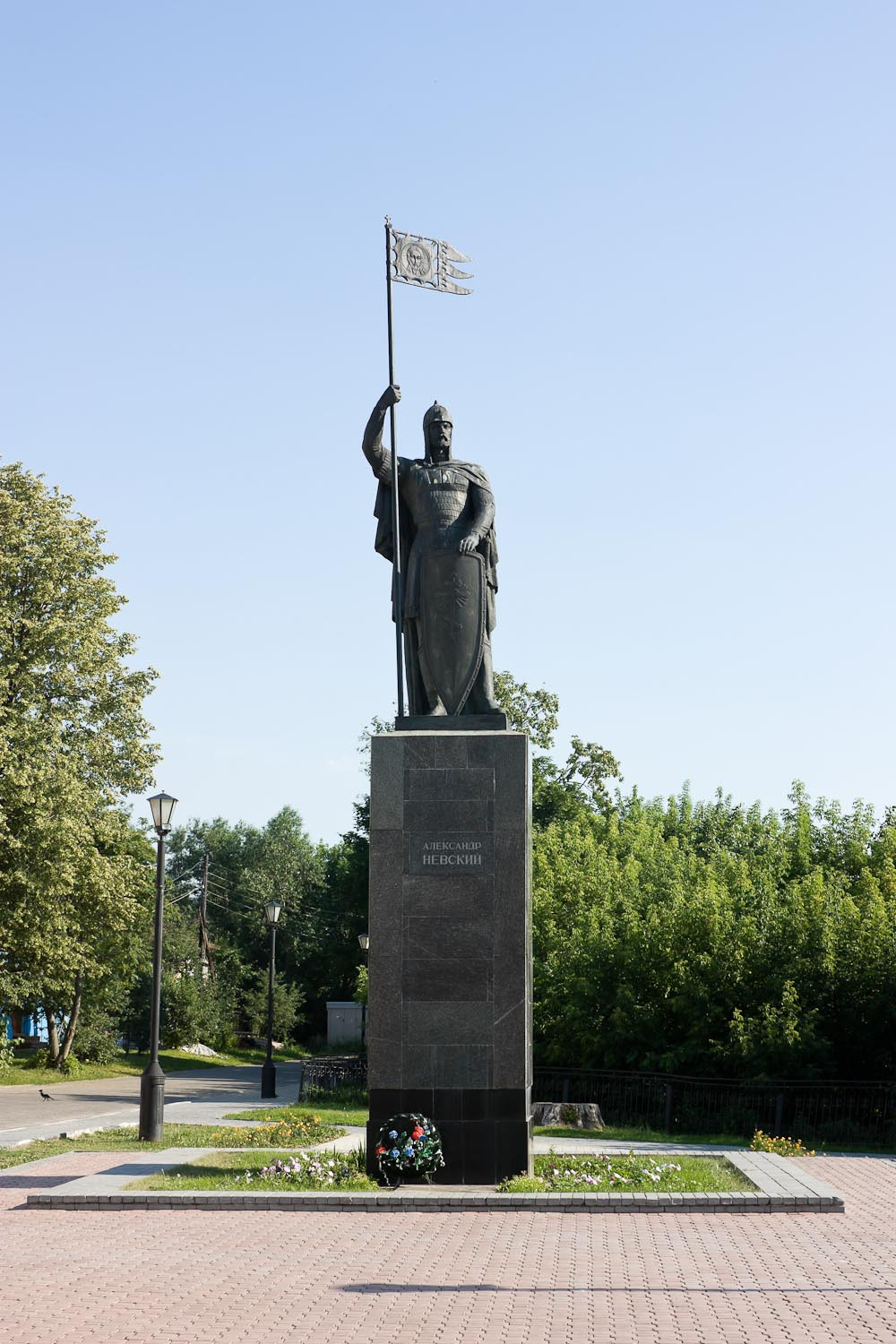
位於戈羅傑茨的亞歷山大·雅羅斯拉維奇塑像

莫斯科最早出現於編年史的時間是1147年，當時僅是一處小城，弗拉基米尔大公尤里·多尔戈鲁基是其奠基人。而在當時的東北羅斯邊區，罗斯农民同土著人乌戈尔--芬兰部落为邻，逐渐地同这些部落融合在一起。他们的生活、语言和文化都有了自己的特征。在很长一段时间里，罗斯的中心是一些比莫斯科更加古老的城市的城市——罗斯托夫、苏兹达里和弗拉基米尔。起初，莫斯科是弗拉基米尔公国南部的一个防守点。到1283年時亞歷山大·雅羅斯拉維奇兒子丹尼爾·亞歷山德羅維奇獲得該地大公頭銜，莫斯科正式升格為公國：拜位置在此時的不同商路交錯處和之後的政治手腕，莫斯科大公一脈後來成為蒙古治下東北羅斯最強大的親王家族。

### 莫斯科爭霸東北羅斯進程
特維爾大公雅羅斯拉夫三世在1264年時被授予弗拉基米爾大公頭銜，擁有了於東北羅斯內的至高權威；在13世紀時的特维尔相對其他東北羅斯公國也更為脫離欽察汗國的箝制，其領土內人口也有所增長。這兩點結合結合在一齊，引致莫斯科和特維爾之間展開爭奪羅斯公國中心影響力的競爭。1305年特維爾的米哈伊爾繼承弗拉基米爾大公頭銜時，金帳汗月即別認為特維爾公國勢力過強，因而轉為支持莫斯科以對付特維爾，同時接連傳召和處決多任特維爾的弗拉基米爾大公。1327年時爆發特維爾起義，被金帳汗國、莫斯科公國和欲奪取弗拉基米爾大公頭銜的蘇茲達爾公國共同鎮壓。事後的特維爾城坊是被毀滅且流失相當人口，無法重振旗鼓。而同時的莫斯科，在隨後精心維持和韃靼人間取得有利自身的條件，開始進一步發展起制霸全東北羅斯的基礎。
莫斯科緊接著的統治者伊凡一世，由蘇茲達爾公國那接手得弗拉基米爾大公頭銜後，時獲得為金帳汗國徵稅的權利，並獲取諾夫哥羅德作為領地，從此莫斯科在各公國中擁有更大的特權。據俄羅斯學者克柳切夫斯基的論說，當期時的莫斯科是用五種手段擴大版圖:用金錢收買，武力建立威信，遠交近攻，幫助弱小公國作戰後大肆索取土地，強制人民開墾森林區。伊凡一世時期，另一件大事是羅斯主教在1328年移到莫斯科，從此只剩下特維爾和莫斯科爭奪領導權。莫斯科乘亂發展，當時金帳汗國別札尼別死，有三子，別兒迪別即位是弒父，另外二兄弟不服，改宗基督教引發叛亂。
1380年，莫斯科大公德米特里·頓斯科伊更公然從金帳汗國獨立，並於庫里科沃之戰大敗金帳汗馬麥蒙古、波蘭、立陶宛聯軍，成功從汗國獨立。但很快便于1383年被脫脫迷失再度征服。但由於脫脫迷失出兵入侵盟邦帖木兒帝國並且大敗，一度被他自己統一的金帳汗國开始全面崩潰。1382年脫脫迷失入侵莫斯科，重新控制東北羅斯將近100年。但總的來說，蒙古一直都在衰弱。1395年，帖木兒入侵金帳汗國，莫斯科的獨立进程加速。

### 結束附屬韃靼及向東西羅斯擴張

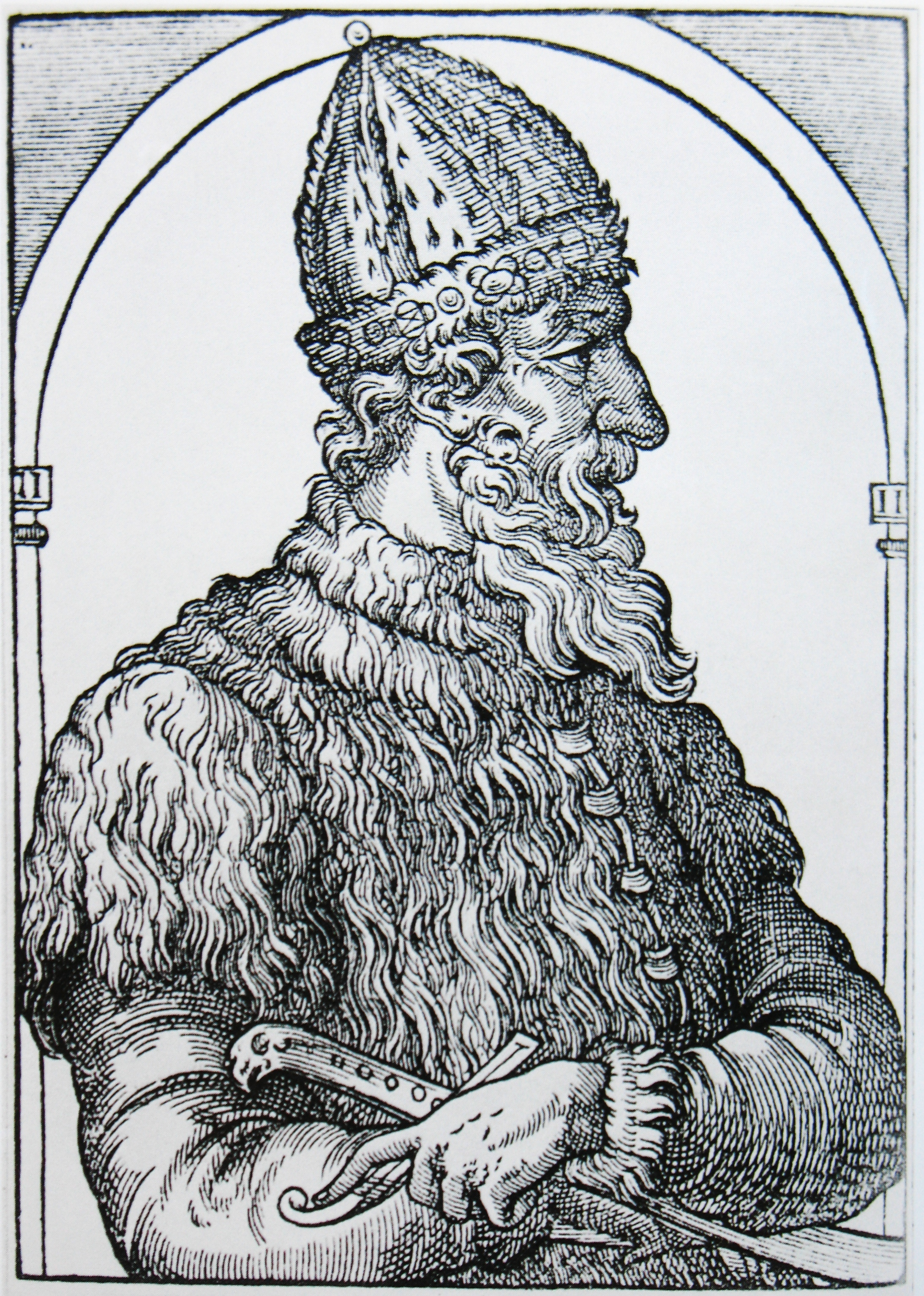
伊凡三世畫像。其於1480年抵禦著了歷史上蒙古人最後一次欲重新征服莫斯科的攻勢，之後的一百年是莫斯科大公國擴張的關鍵時期，左右了西歐方面擴張歐亞中部、北部的整個進程

大公瓦西里二世在金帳汗國被帖木兒入侵後的大混亂時期乘機擴張。在1448年，瓦西里二世擅自廢立全羅斯主教，無視君士坦丁堡牧首，標誌開始由世俗王權控制教會。
伊凡三世上台後的莫斯科，征服了雅罗斯拉夫尔、诺夫哥罗德、彼尔姆、特维尔這幾個羅斯公国，这几个公国被伊凡三世以前的莫斯科大公们多次征服过并向莫斯科公国臣服。1453年奥斯曼帝国攻破君士坦丁堡，東羅馬帝國灭亡，向北逃的希臘難民來到莫斯科，為公國帶來了政治、軍事和行政方面的人才，迎娶到東羅馬帝国公主更給了伊凡三世非常好的機會，之後他便自詡為「第三羅馬」，認為莫斯科大公國繼承東羅馬帝國。此外，伊凡三世还将拜占庭的国徽——双头鹰国徽引进俄国。自此，双头鹰成为俄罗斯国家的国徽。“第三罗马”的思想促使莫斯科政权试图将莫斯科公国变成“王国”，将莫斯科大公变为沙皇(以前只有拜占庭皇帝拥有这一称谓）。
欽察汗國不久衰落和而分裂成几个小汗国，伊凡三世見此決定停止向金帳汗納貢——1474年，阿黑麻汗命令他交纳贡赋，并派来使者哈拉库楚姆；1476年，阿黑麻又派来使者，命其前往汗国。以上都被伊凡三世拒绝。1480年雙方展開烏格拉河對峙，韃靼人最終因無法越過烏格拉河而撤退。至此莫斯科擺脫蒙古人两个半世纪的统治（阿黑麻在1503年被殺），而繼續征服其他領土，建立以莫斯科為中心的中央集權國度。到了1490年伊凡的大臣開始以莫斯科大公是基輔羅斯後裔為由，將其主權要求擴大至基輔本身：在寫給哈布斯堡皇帝馬克西米連一世的信裡，伊凡三世聲稱會在上帝的護佑下「奪回我們的祖產，即基輔大公國，它目前是由波蘭國王卡西米爾和他幾個兒子統治著」，結果到了1494年亚历山大一世無奈承認莫斯科統治者持有著「全羅斯」最高主宰等一系列的頭銜；而在1503到至1504年間莫斯科的使節有繼續向立陶宛提出「收回基輔祖產」：
|  | 現在我們擁有的城鎮和土地不是我們祖產的全部。我們的祖產涵蓋全羅斯的土地，包括基輔和斯摩棱斯克和其他城鎮……出於上帝的恩典，這些土地從古代起便是我們的祖產，是我們祖先所留下。 |

## 沙皇國時期（1547年－1721年）

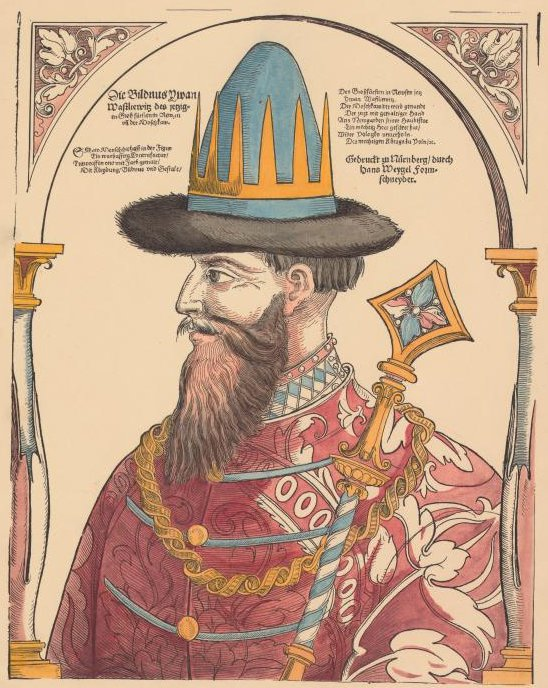
伊凡先是莫斯科大公（1533～1547），之後就是「全俄羅斯的沙皇」直到1584年離世。

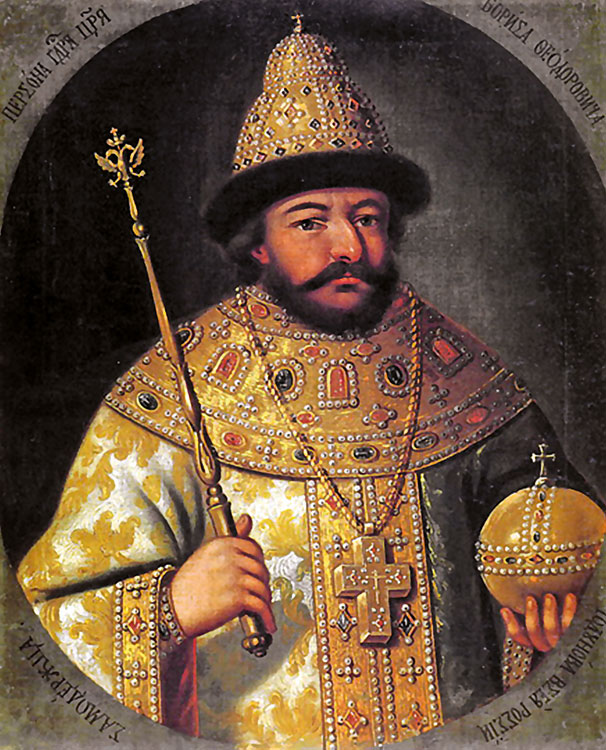
服侍過伊凡四世的繼任者，鮑里斯·戈杜諾夫（1598-1605），在他主政時期的俄羅斯繼續向東南方向的伏尔加格勒、烏拉爾山脈和哈萨克草原擴張。

1547年，莫斯科大公伊凡四世加冕称沙皇，建造克里姆林宫，莫斯科大公国逐渐发展为东北罗斯的政治、经济、文化和宗教中心，對外繼續擴張越過烏拉爾山脈，吞併地域遼闊的西伯利亞。同時期其進行軍事改革，奠定沙俄正規軍基礎，使沙皇國繼續強化實力。

### 「恐怖的伊凡」
沙皇專制權力的發展，在伊凡四世（1547-1584）當政時達到頂峰，人稱「恐怖的伊凡」。他將君主權威強化到前所未有的程度，即會無情地讓貴族服從他的意志，會流放或處決許多僅輕微挑釁到他的人。另一面伊凡也常被視為一位有遠見的政治家，例如他通過頒布新法典（1550年的蘇德布尼克法典 (1550年)），建立起俄羅斯第一個封建代表機構（全俄罗斯缙绅会议），遏制了神職人員的影響，並向農村地區推廣一種自行管理的體制。他還創建了帝國的首個常備軍—斯特列爾齊。
他所發動漫長的利沃尼亞戰爭（1558-1583年），即為控制波羅的海沿岸和獲取海上貿易，最終被證明是一個代價高昂的敗筆。伊凡設法吞併了喀山汗國（1547－1552年）、阿斯特拉罕汗國（1556年）和西伯利亞汗國（1557年臣服伊凡，17世纪被占领），然后又吞并诺盖人和巴什基尔人，這些征服使得氣勢洶洶地通過伏爾加河和烏拉爾、由亞洲到歐洲的游牧部落遷移活動變得複雜化。通過這些征服，帝國獲得大量穆斯林韃靼人的人口，由此組變成個多民族和多信仰的國度。斯特羅加諾夫家族在這段時期於烏拉爾建立起穩固的立足點，為進一步拓殖西伯利亞提供便利。
在統治後期伊凡將帝國建制區分拆成兩種。在被稱為特轄區的建制地方，伊凡的追隨者對封建貴族們進行起一系列血腥清洗（那些在庫爾布斯基王子的背叛後被他懷疑成同黨的人），最終導致1570年的諾夫哥羅德大屠殺。再加上軍事失敗、流行病和歉收一齊削弱掉俄羅斯帝國，以至克里米亞韃靼人在1571年時得以劫掠中部地區並將莫斯科城燒毀。然而在1572年，克里米亞韃靼軍被俄羅斯軍隊在摩洛迪戰役中擊敗，之後伊凡就廢棄掉特轄區（建制）。
波蘭立陶宛和瑞典的軍隊於其管治末期，強勢地進攻起俄羅斯領土，摧毀掉北部和西北部地區。

### 內外複雜的時期

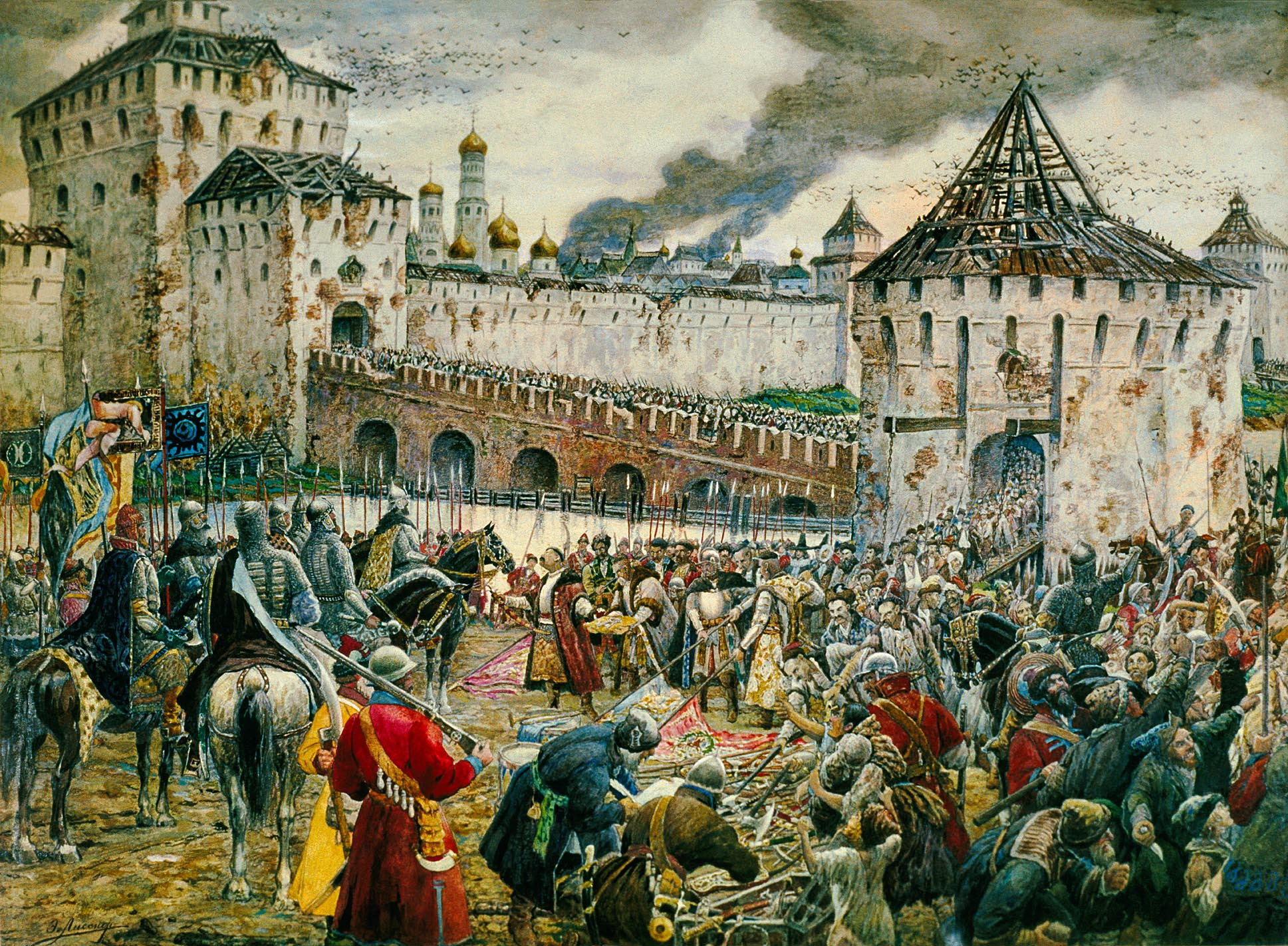
1612年波蘭人將克里姆林宮交予波扎尔斯基王公的畫面。

伊凡沒有子嗣的兒子費奧多一世死後，留里克王朝绝嗣，隨後迎來系列內戰和外國干預、被稱為麻煩時期（1606～13年）的年代。另一邊廂極度寒冷的夏季（1601-1603）毀壞了農作物，導致1601-1603年的俄羅斯饑荒，加劇社會不安局面。鮑里斯·戈杜諾夫的管治是在混亂中結束，伴隨著內戰及外國進戰，還有眾多城市的毀滅，和農村人口的流失。這個因內部混亂而動搖的國家，也引起波蘭立陶宛聯邦的幾波入主。
在波俄戰爭期間，聯邦的軍隊曾到達莫斯科，並於1605年推出德米特里一世、然後於1607年再支持德米特里二世作為「沙皇」。俄羅斯-瑞典聯軍在1610年7月4日［儒略曆7月24日］克魯希諾戰役中被蓋特曼斯坦尼斯瓦夫率領的波蘭軍隊擊潰，成為一個決定性的時刻。1610年7月27日［儒略曆7月17日］，由俄國貴族組成的七波雅爾罷黜了沙皇瓦西里·舒伊斯基，並於1610年9月6日［儒略曆8月27日］承認波蘭王公瓦迪斯瓦夫四世為俄羅斯沙皇。波蘭人於1610年9月21日［儒略曆9月11日］進入莫斯科。莫斯科進行過反抗但那裡的暴動被殘酷鎮壓連城市也被焚毀。
這場變故引發1611年和1612年都有反對入侵的愛國性全國起義。最後，一支由下诺夫哥罗德的米宁和波扎尔斯基率领的志願軍隊，於1612年11月4日［儒略曆10月22日］將波蘭軍隊驅逐出莫斯科。 
俄羅斯的體制地位，在遭受混沌削弱和沙皇地位岌岌可危的情況下，由於行政中央官僚系統的力量而生存下來。無論管治者的法理或掌控君權的派別情況怎樣，政府官吏團隊是繼續著服侍這個體制。然而沙皇國是喪失了很多領土，在波俄戰爭中就被波蘭立陶宛聯邦所接收，在英格里亞戰爭中被瑞典帝國所接收的也是同樣程度。
1613年，全俄罗斯缙绅会议宣布立17岁的米哈伊尔·罗曼诺夫为沙皇。罗曼诺夫王朝开始。

### 迎來罗曼諾夫與早期統治
經過混亂局面和波蘭被驅離莫斯科後，1613年2月舉行了縉紳會議，有將近50個城市派出代表與會，甚至還有一些農民也有出席，他們選擇了費奧多爾·尼基季奇·羅曼諾夫年輕的兒子，米哈伊尔·罗曼诺夫作為新沙皇，開啟羅曼諾夫時代，產生18个沙皇一直统治俄羅斯帝國，直到1917年俄国二月革命結束尼古拉二世的管治。

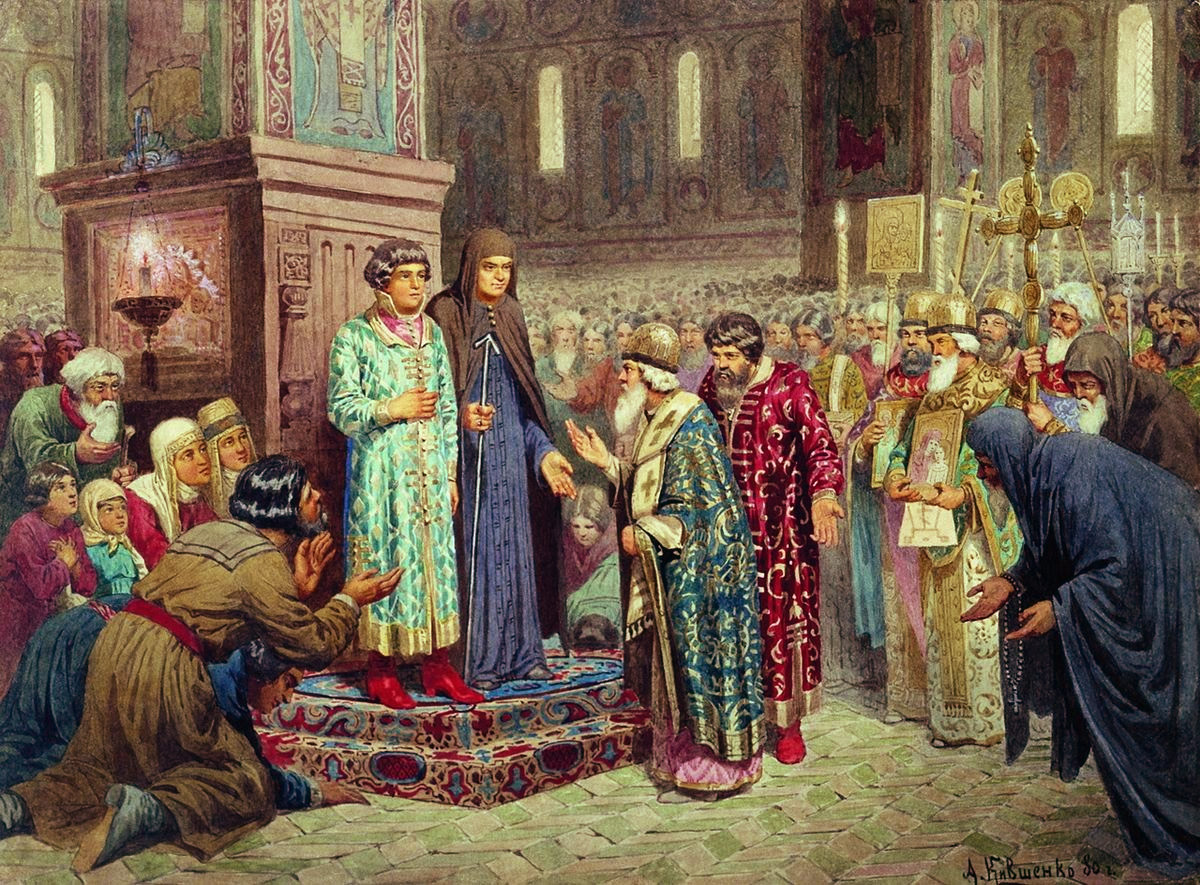
時年16歲的米哈伊尔·罗曼诺夫當選的畫面，他是羅曼諾夫王朝的首位沙皇。

新政府的首要任務是重建平穩的政局環境。莫斯科歷史幸運地得益於當時的主要對手，波蘭立陶宛聯邦與瑞典帝國正處於相互激烈衝突中，這樣給予了俄羅斯絕佳機會，在1617年先與瑞典和談並達成協議，再到1619年與波蘭立陶宛聯邦也簽訂了協議。
到了17世紀中葉時帝國開始重奪喪失的土地，當其時赫梅爾尼茨基起義(1648–1657)反對波蘭的主治，促成後來扎波羅結哥薩克和俄羅斯簽訂了佩列亞斯拉夫條約，條約是將波蘭管治下左岸烏克蘭的哥薩克酋長國，納入了俄羅斯的保護範圍內。這個結果是擴延了波俄戰爭，直到簽訂安德魯索沃條約,令波蘭承認喪失掉左岸烏克蘭,基輔和斯摩倫斯克。征服西伯利亞全面開始於16世紀末，並一直持續到17世紀。到1630年代末，沙皇俄國在征服了鄂畢河、葉尼塞河和勒拿河流域後，進一步向東北亞擴張，阿列克謝一世時期，沙皇俄國基本上控制了幅員遼闊的西伯利亞地區，除黑龍江河谷、堪察加半島、吉爾吉斯草原和葉尼塞河最上游部分的其他地方均被納入版圖。到了1640年代末俄羅斯人到達了太平洋，俄羅斯冒險者謝苗·傑日尼奧夫發現了亞洲和美洲之間的海峽。當俄國擴張遠東的活動至貝加爾湖布里亞特時，接近滿清國範圍，1657年在尼布楚河與石勒喀河合流處建立雅克薩城與尼布楚城，之後遭遇大清的抵抗發生多次戰爭衝突。戰後雙方簽訂了尼布楚條約，劃定了阿穆爾地區的領土範圍。
帝國的波雅爾們寧願不再冒險令自己的封地財富陷入更多的內戰，選擇了與第一任羅曼諾夫合作，促使他們可以完成官僚化中央集權的建設工作。不過，無論新舊貴族都被要求服侍帝國，尤其以軍役形式。作為交換，沙皇是允許了波雅爾們完成對農民的農奴化進程。

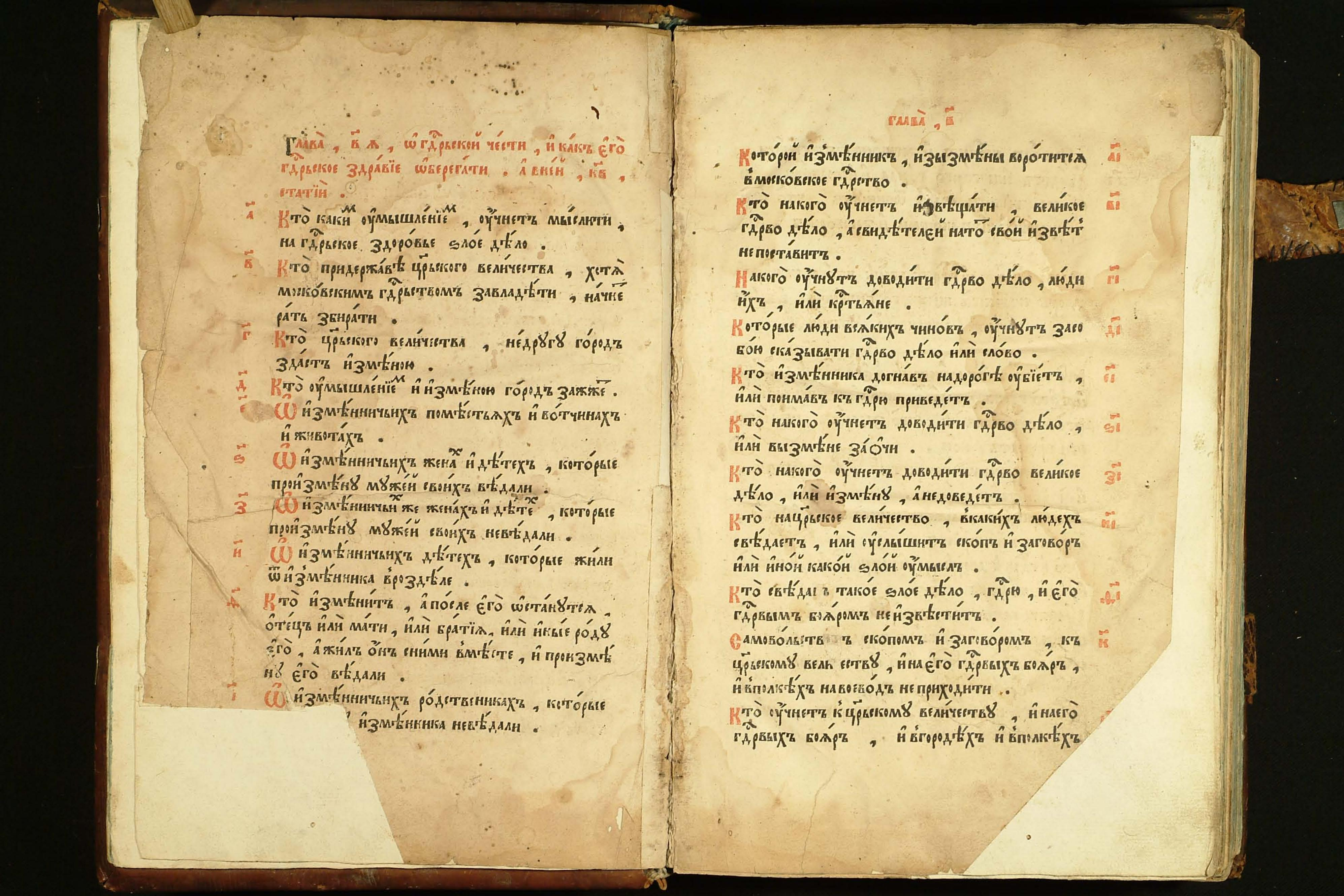
1649年帝國推行的大教堂法典文本。

在上個世紀，帝國的體制是已有逐步地切割掉農民們在領主間轉籍的權利。在帝國徹底強推農奴制下，逃亡農民變成法定的逃犯，領主對農民的「強制拘束」於領地內的權力，也有了幾乎最高的權限。同時帝國和貴族也共同將超限的稅負義務施加在農民身上，在17世紀中葉時這個重負是高出早一世紀整百倍。類似地，屬中間階層的城鎮商人和工匠羣體也被施以稅負，連轉居的權利也被剝奪。轄內人口所有成員都成為接受強徵軍役和特別稅務的臣民。
這段時期裡莫斯科的市民和農民們所發起的反叛行動都是極為常見的，如鹽暴動(1648),銅錢暴動(1662),還有莫斯科起義(1682)。另外1667年還爆發過在17世紀歐洲內最大規模的農民起義。作為南部自由定居者的哥薩克，被帝國日益強勢的中央集權化迫使到對立面，農奴們由領主那逃脫並加入到反叛者裡。哥薩克頭領斯捷潘·拉辛就帶領起他的追隨者沿伏爾加河而上，激發了農民起義和以哥薩克取代當地政府施行管治。到1670年時沙皇的軍隊最終擊潰了他的武裝部隊，一年之後斯捷潘被捕獲，再被斬首。然而，在未超過半個世紀時間後，由於遠征軍役壓力，在阿斯特拉罕再引爆了另一場起義，最終也是被鎮壓了下去。

## 俄羅斯帝國，跨越亞太（1721年－1917年）

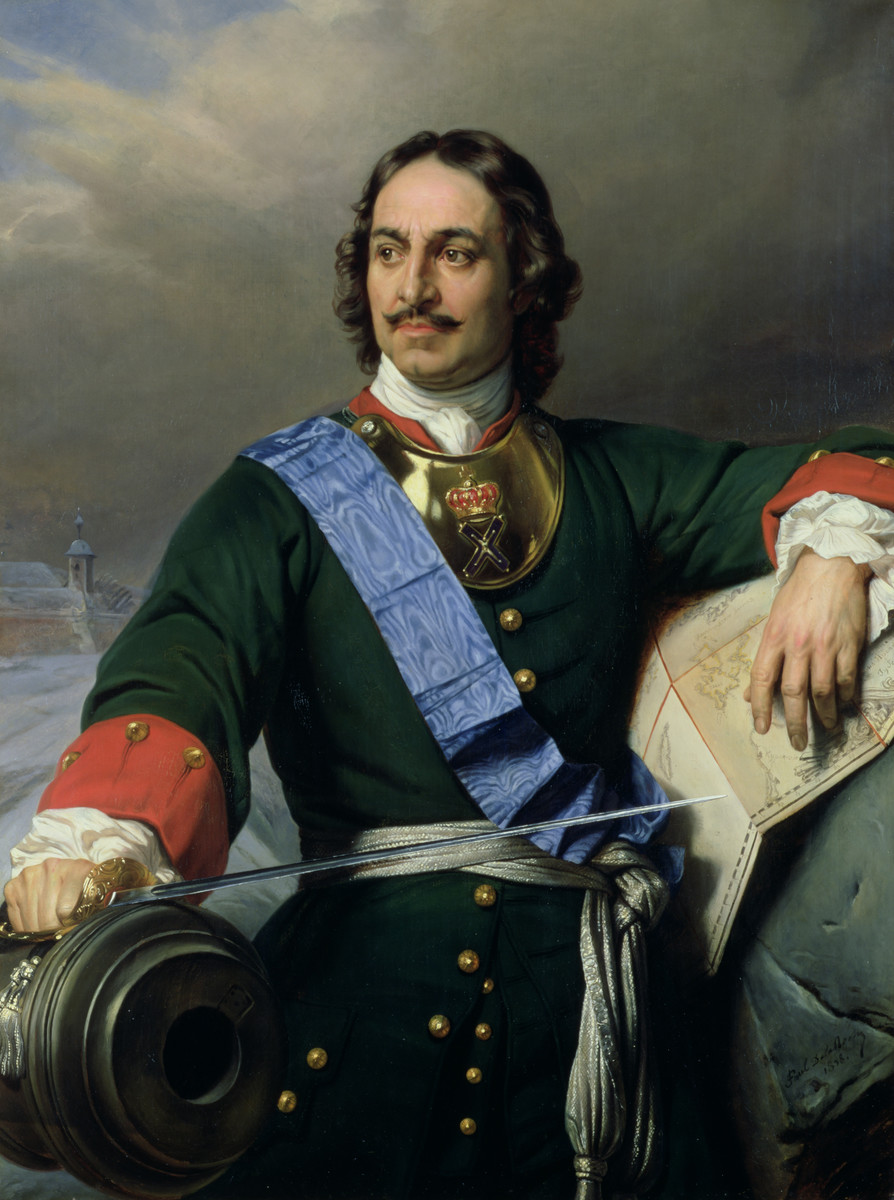
彼得大帝

### 彼得一世（大帝）
17世纪时，欧洲许多国家发展迅速，而俄国农奴制度还在盛行。为了效法西方，彼得一世在1697年派遣使团赴西欧考察，自己也化名随团出访，回国后实行一系列改革，史称彼得大帝改革，在政治、军事、经济、科学文化各方面提高俄罗斯的实力。彼得在位時期也不斷推動俄國對外擴張的戰爭，與其他被入侵方發生衝突。在1685年滿清將軍彭春從璦琿發軍搗毀了俄軍接近滿清邊界的前哨站雅克薩城，拉開清俄軍隊一年多的對峙事態，至1689年簽定尼布楚條約雙方達成和議，俄軍永久退出雅克薩城由清軍完成拆毀。
而彼得在1716～1717年曾兩次派出遠征軍意圖征服希瓦，但均失敗；為開辟通往印度洋的通道，1716年時還派遣軍隊沿額爾齊斯河向東南卡爾梅克方行進，並入侵到葉爾羌地區，被准噶尔汗国軍隊剿滅。
1721年，与瑞典的北方战争胜利后，彼得一世正式称全俄罗斯皇帝（Император），並宣布成立俄罗斯帝国。但在俄国民间与各国仍一直习惯把俄罗斯皇帝都俗称为沙皇（Царь）。到了彼得統治的末期，俄羅斯已經成為一個大國。彼得大帝於1725年去世，留下一個懸而未決的繼承狀態；而其在生命彌留之際還下達命令，決定派遣考察隊去調查「亞洲和美洲是否連在一起」。

### 葉卡捷琳娜大帝
彼得一世的繼任者是他的第二任妻子（葉卡捷琳娜一世，1725年－1728年），被認為是強勢高級官員集團下的一個傀儡。不過即位當年葉卡捷琳娜一世主導重新劃分與滿清在現代蒙古國地區北部的邊界並改進了通商關係，謀得更大利益：透過簽訂恰克圖界約等文件，沙俄方面取得在北京和恰克圖的自由貿易權利（參見阿勒坦布拉格），並獲得了原未完全控制的色楞格河下游地區，進一步控制貝加爾湖東南與葉尼塞河上游一帶土地。
之後短暫的繼任者是其未成年的孫子（彼得二世，1728年－1730年），然後再由他的侄女，也就是皇帝伊凡五世的女兒安娜（1730年－1740年）即位。1741年，彼得的女兒伊麗莎白在普列奧布拉任斯基軍團的協助下奪得伊凡六世的王位。她在位二十年，其主要政績是建立莫斯科大學和廢除死刑一段時間，但叛國罪例外。伊莉莎白的外甥彼得三世因伊莉莎白女皇無嗣，於1742年被挑選成為俄羅斯皇位繼承人。1762年彼得三世即位，是為霍爾斯坦-戈托普-羅曼諾夫王朝的開始。由於他對腓特烈大帝的崇拜，於剛即位時便停止了於俄羅斯有利的七年戰爭，與腓特烈訂立攻守同盟；這個行為被稱為布蘭登堡王室的奇蹟，讓普魯士起死回生，逃過一劫。彼得三世不僅不進攻普魯士，卻反過來命令年前攻佔普魯士首都柏林的將領率領2萬俄軍援助普魯士，在腓特烈的麾下對奧地利作戰。彼得三世本人甚至表示過在腓特烈麾下作戰的願望。
彼得三世宣告解除貴族的服役義務，停止對非東正教信徒的迫害。可是由於沒收修道院領地、強迫軍隊普魯士化，對外把自己出身的霍爾斯坦家族的利益置於俄羅斯國家利益之上，引起俄羅斯僧侶階級、貴族和軍人的反感。1762年6月28日，彼得三世在宮廷政變中被妻子（葉卡捷琳娜二世）廢黜。7月17日，被廢位的彼得三世被毒死（有一說是縊死），葉卡捷琳娜對外宣稱是消化不良而死。
到叶卡捷琳娜二世（大帝）时期，领土空前膨胀，被称为“帝国的黄金时期”。1768年，與奥斯曼帝国之間的俄土戰爭爆發，在1774年以《凱納甲湖條約》的簽訂而結束。根據這個條約，俄國取得黑海的出海口，克里米亞韃靼人则终止与奥斯曼帝国的附庸国关系，而叶卡捷琳娜大帝在1783年吞併克里米亞。1787年，第二次俄土戰爭爆發，1792年戰爭結束後，俄國將其勢力伸入巴爾幹半島；雖然奥斯曼帝国沒有被俄國完全趕出歐洲，但已不再是俄國的嚴重威脅。而在西部的波兰立陶宛联邦實力衰落之時，葉卡捷琳娜大帝亦乘機與普魯士王國、奧地利帝国三次瓜分波蘭，讓俄羅斯帝國逐步吞併掉原立陶宛大公國的幾乎所有領土：1772年波洛茨克、1774年明斯克到1795年的維爾那。通過吞併立陶宛，俄羅斯帝國吸收了一些講波蘭語的精英、使用白羅斯語的農民和大部分居民為猶太人的城鎮。波蘭-立陶宛就此的終結也標誌了其獨有政治制度的終結，包括了猶太人幾百年來在當地體系內所享受到共同的制度性包容。

### 亞歷山大一世
在葉卡捷琳娜1796年離世時，其所推行的擴張主義政策令俄羅斯成為一個主要的歐洲強權國度。她與彼得三世的兒子保羅在其離世後接任沙皇為保羅一世，保羅本身相貌與性格極端酷似其父彼得三世，不久後在1801年時被反對派暗殺（被人用枕頭悶死），結果再由葉卡捷琳娜親自撫養的長孫亞歷山大一世（保羅一世的長子）接任沙皇。亞歷山大是繼續了葉卡捷琳娜的擴張政策，諸如1809年時由瑞典王國手中強奪芬蘭，1812年再由鄂圖曼手中奪取了比薩拉比亞。其在任時的主要顧問為恰爾托雷斯基。
1802年時俄羅斯軍隊在將格魯吉亞由波斯人佔領中解放出來後，再發動戰爭以進一步掌控當地，同時也針對現代為阿塞拜疆和達吉斯坦的伊朗領土展開統一行動。俄軍也介入了針對高加索伊玛目国和切尔克西亚的高加索戰爭。1813年的時候俄羅斯戰勝波斯人，迫使波斯卡扎尔割讓高加索內的部分領土予俄方，進而極大增加了俄國在該區域佔有領土份額。 俄羅斯在西南方向意圖繼續對鄂圖曼帝國進行擴張，藉助格魯吉亞作為通往高加索山脈和安納托利亞前端的基地。
亞歷山大的歐洲政策，在1804～1812年間有過將近四次的轉變：從中立和平維護者，轉向反拿破崙，再轉為拿破崙的盟友，到最後1812年時再成為拿破崙的敵手。1805年時其在第三次反法同盟 與英國一道對抗拿破崙，但在奧斯特利茨戰役遭遇大敗後他立即轉換陣營，通過提爾西特條約（1807年）與拿破崙建立同盟關係並加入對方主導的大陸封鎖體系。之後1807～1812年間和英國在波羅的海及巴倫支海發生系列小規模海戰。由於亞歷山大和拿破崙間尤其於波蘭問題上持久無法達成共識，該同盟在1810年告終。 

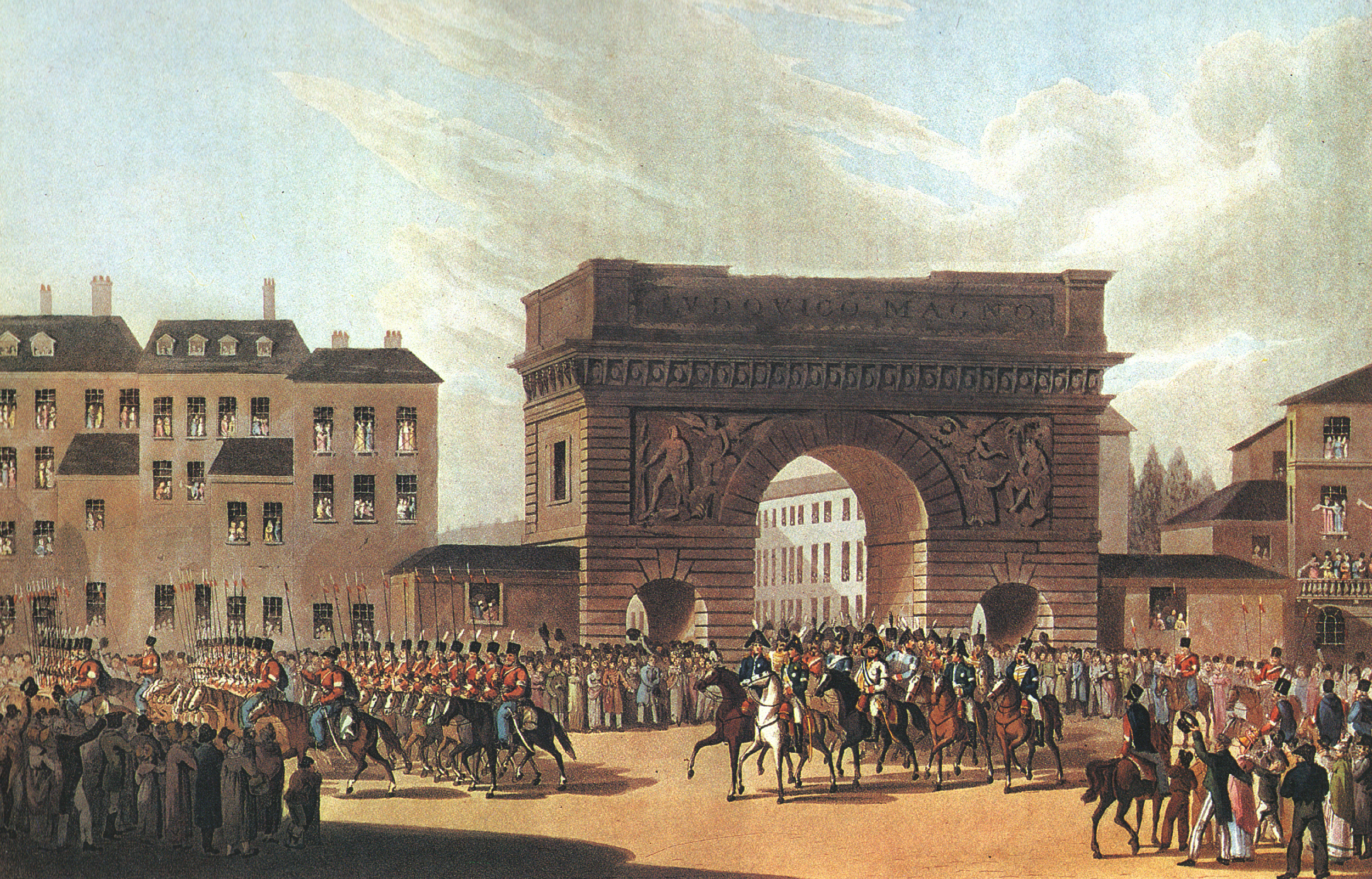
1814年，沙皇亞歷山大一世率領的俄羅斯軍隊進入巴黎

現代研究指當時拿破崙的大陸封鎖政策也損害到俄羅斯自身經濟，因為基於該政策俄羅斯是中斷過和英國之間的貿易往來，另如學者評價「維持一個俄羅斯波蘭所隱含的意義，毋庸置疑，即意味著對抗拿破崙的戰爭」。學者有觀點認為，波蘭因素是雙方決裂到衝突產生的緣由，同時俄羅斯對於大陸封鎖體系的消極態度也是如此發展的原因。
隨後拿破崙就對俄展開軍事行動，投入450,000兵力進入俄方領土，甚至在冬季來臨時佔據莫斯科以圖迫使亞歷山大重新接受其條件，伴隨高昂傷亡。俄羅斯方面則撤退應對，並使用焦土政策焚毀掉糧食作物，從而增加拿破崙方的物資後勤問題。由於未有預計到冬日大潮，拿破崙軍隊有高達85%～90%士兵因疾病、寒冷 、飢餓或農民游擊隊的伏擊而死亡。當拿破崙殘餘軍隊撤離時，俄軍乘勢追擊到中東歐，並於莱比锡擊敗對方進而佔據巴黎。依照俄羅斯當時總人口有43,000,000左右，在1812年戰終時是有1,500,000人死亡，其中有大約250,000到300,000為軍人，剩餘者都是農民和農奴。
在1815年最終擊敗拿破崙後，亞歷山大被冠以「歐洲救世主」而為人所知。在维也纳会议（1814–1815）裡其主導了對歐洲版圖的重構， 同時會內也讓他獲得波蘭的國王頭銜。之後他也和奧地利與普魯士間組建了神圣同盟，以對歐洲內被他視為法定基督教君主制構成不義威脅的革命活動實施鎮壓。他是幫助了奧地利梅特涅鎮壓所有的民族主義及自由主義運動。
而在其主掌下的俄羅斯帝國強權化同時，其權威狀況也令之無法見到其政府無法稱職運轉、人民間相互孤島化及整體經濟在倒退。等到亞歷山大一世擊敗拿破崙後，他才開始有意討論憲政改革，不過在任內僅有很少改動發生，沒有實施過更持久的轉變舉措。

### 尼古拉一世

樞密院廣場上的十二月黨人們。

1825年俄羅斯皇帝亞歷山大一世歿後無男嗣，次弟康斯坦丁大公放棄皇位繼承權，由三弟尼古拉一世（1825–1855）繼任沙皇。而在尼古拉接掌帝國初就爆發了一場社會運動。運動爆發背景，是在拿破崙戰爭時期有一批受過良好教育的俄羅斯軍官隨軍出戰時遊歷到歐洲，在那裡他們深受西歐自由主義觸動，而激勵起他們返回到獨裁俄羅斯國度時有求變之心。如此產生的就是十二月黨人起義（1825年12月），由一群自由派貴族和軍官發起運動旨在推舉尼古拉的兄弟接任為一名立憲君主。結果革命是被輕易瓦解掉，並引致尼古拉放棄自由化改革路線，轉向捍衛起保守教條「專制、東正教、民族主義」
I826～1828的時候俄羅斯是與波斯之間展開對戰，在頭一年的時候俄羅斯幾乎喪失了所有其新近吞併的領土，但是很快又再奪回了這些失地同時以更有利自身的戰果結束戰事——在1828年簽訂土庫曼恰伊條約下，亞美尼亞、納希切萬、納戈爾諾-卡拉巴赫、阿塞拜疆和厄德爾被俄羅斯吞併。1828～1829年俄土战争時俄羅斯入侵到東北部的安納托利亞，並佔據了埃爾祖魯姆和居米什哈內兩個鄂圖曼戰略要鎮， 擺顯猶如信仰希臘正教人民的保護者和救世主，獲取了地區內朋土斯人相當廣泛的支持。經過簡短的佔領後，俄羅斯帝國軍隊是撤去了格魯吉亞。到1830年代的時候，俄羅斯方面是佔據了高加索內所有的波斯領土及主要的鄂圖曼領土。
1831年時尼古拉鎮壓了在波蘭的十一月起義， 因為俄國獨裁體制對波蘭人語言、信仰和文化的核心價值做出攻擊，再引致波蘭匠人和紳士們在1863年時再次發起運動，由此產生的一月起義亦是一場聲勢浩大的波蘭起義，後來被當局鎮壓。當時法國、英國和奧地利曾試圖干涉事態發展但未有成行，而俄羅斯愛國傳媒就利用波蘭起義來統合俄羅斯民族，聲稱俄羅斯負有挽救波蘭和世界的神聖使命。波蘭後來被懲罰是失去了自身留存的獨特政治和司法權限，代之對當地學校和顯貴門堂進行俄羅斯化。在尼古拉一世統治時期，農奴獲得了從事商業，和從一個地主的屬地遷徙到另一個地主屬地的自由。農奴比例降到了35%。

### 亞歷山大二世
亞歷山大二世在克里米亞戰爭失敗後，將擴張重點再轉向東方，藉著鴉片戰爭的契機向滿清政府索取更多領土，同時也持續推進俄人向黑龍江大規模移民，黑龍江流域北部和濱海地區到1850年左右就由俄方人口佔主。1853年（咸豐三年）沙俄繼續在黑龍江北岸進行殖民，時太平天国繼續威胁滿清帝國和北京，俄再以出兵“调停”「助華防英」為名威胁清王朝再放棄大片领土，憑藉《璦琿條約》與《中俄北京條約》奪得濱海省土地，令中國大陸東北對日本海出海口落入俄國掌控下。1864年沙俄再援引《中俄北京條約》關於西段邊界的條款，迫使滿清再簽訂勘分西北界約記，進一步奪取了大清西部巴爾喀什湖以東以南和齋桑泊以東44萬平方公里的領土。另外由於俄美公司經營難以維繫，沙俄於1867年4月將原佔據的阿拉斯加以720萬美元轉讓美國。
掠地和賣地的同時，亞歷山大也著手國內改革，改革主要實行解放農奴政策（二一九法令）、設立地方自治議會、修訂司法制度、充實初等教育、改革軍制，以謀求俄國的近代化革命。亞歷山大二世對俄國的革命運動繼續用鐵腕手段進行鎮壓，致使革命團體活動不斷增多。1874年之後，革命者中的恐怖主義勢力抬頭，屢次試圖刺殺皇帝。對外方面，亞歷山大二世努力試圖廢除1856年巴黎條約。1877年—1878年發生俄土戰爭。簽訂聖斯特法諾條約，獲得有利的媾和條件，但是由於列強干涉，被迫接受1878年6月柏林會議的調停，俄國對巴爾幹的野心被阻止。
1881年3月13日亞歷山大二世在聖彼得堡被民意黨（人民意志黨）成員炸死。兒子亞歷山大三世在他發生意外的地方建造了著名的滴血救世主教堂。亞歷山大三世統治時期沒有國內戰爭且和平穩定，是俄羅斯帝國後期最繁榮的時期，被譽為和平締造者。而在位時的1881年和1884年，沙俄再迫使滿清政府簽訂《中俄伊犁條約》和一系列勘界議定書，繼續擴張領土。1892年6月沙俄違反《中俄續勘喀什噶爾界約》派兵再侵占了帕米爾地區薩雷闊勒嶺以西2萬多平方公里的領土。 

### 尼古拉二世

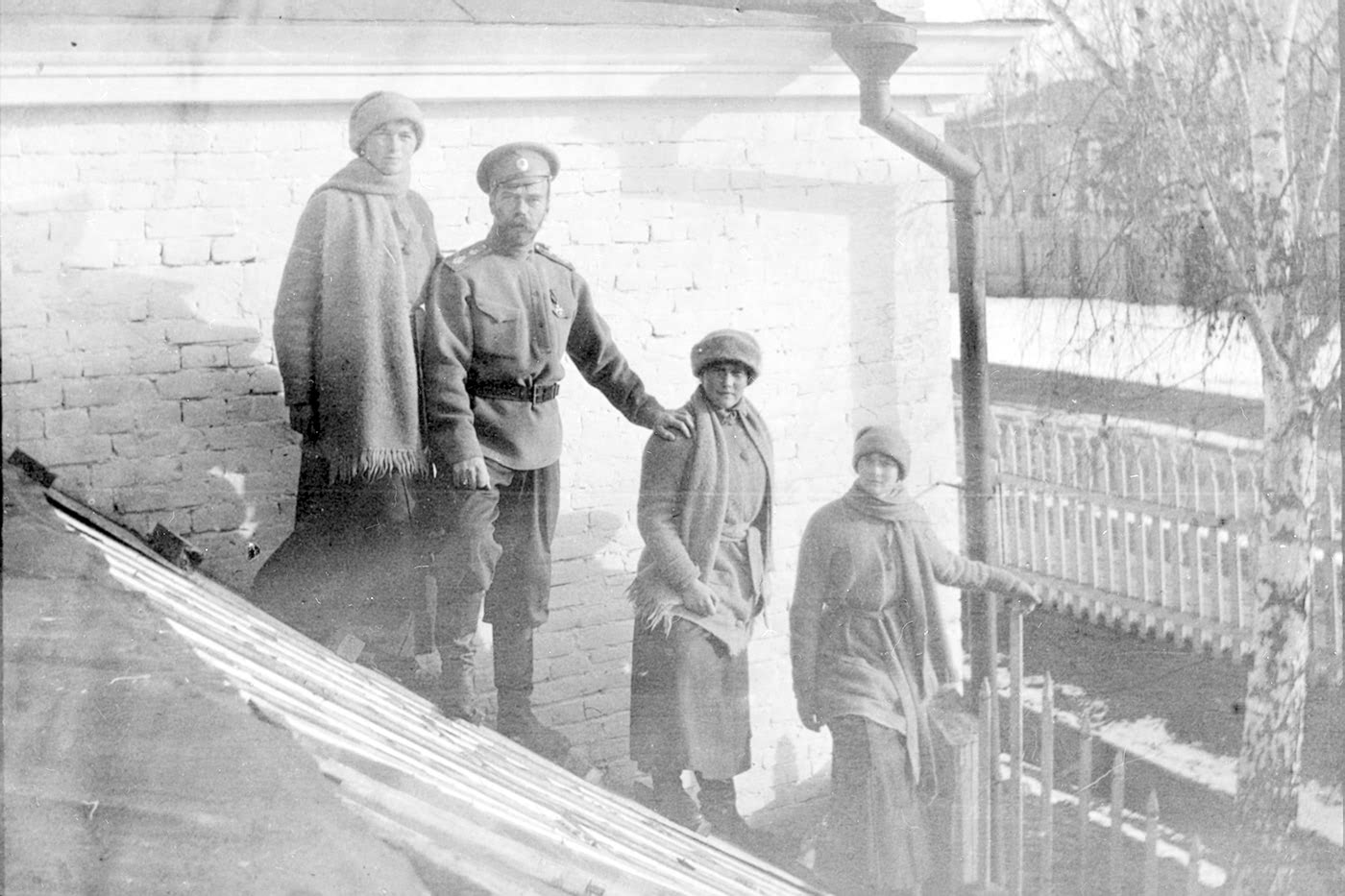
俄羅斯末代沙皇尼古拉二世及其家人。

1894年，尼古拉二世即位。1900年義和團拳亂時期，尼古拉二世派軍參與八國聯軍期間，以義和團破壞東清鐵路為由對海蘭泡和江東六十四屯展開入侵和屠殺，導致近萬人死亡，緊接著再入侵大清順天府占領滿洲，義和團事態過後俄軍仍有十萬駐守東北，實際增強了沙俄在東北的軍事部署。之後日、英、德等方均出面要求沙俄撤軍，迫於外交壓力沙俄於1902年4月與清訂立《交收东三省条约》，約定分階段撤兵滿洲，但拖延到1903年還是未有撤軍時間表。同年4月18日更向大清外务部另提《七项撤军新条件》，含有「列强势力不得进入满洲」、「俄国参与北满行政管理」等变相在满洲擴張的条款，並重新出兵佔據沈阳後，俄国沙皇設置「亞東大都督」，任命阿列克塞耶夫为远东总督统治满洲。在接到沙俄新條件的第二天，清廷外务部官员将內容透露给日本驻华外交官，日本當局便與沙俄交涉要求俄軍撤退遭拒，到1904年2月6日日本向俄國發出最後通牒，之後日本逐步出兵意圖迫使沙俄放棄擴張，即爆發日俄戰爭。到1905年旅順被日本攻克之後，聖彼得堡發生「血腥星期日」事件，就此爆發革命。之後雖因斯托雷平改革而暫時度過難關，但是又陷入更複雜的巴爾幹半島問題。
1914年，尼古拉二世帶領俄國參加第一次世界大戰，由於戰況不利，德國及奧匈帝國很快反攻佔領俄屬波蘭至1917年德軍已攻至白俄中部及波羅的海地區，以及糧食困難等原因，激起人民的不滿。當時，因皇太子阿列克謝患有血友病，尼古拉二世的多數時間隱居在聖彼得堡的沙皇村和黑海，與家人待在一起。由於皇后寵信「顛僧」拉斯普京，有穢亂後宮之嫌，引起年輕貴族和軍官團的不滿，尼古拉二世失去了軍人、官僚和資本家的支持。拉斯普京在1916年末被俄羅斯貴族合謀刺死。

## 俄国内战（1917年－1922年）

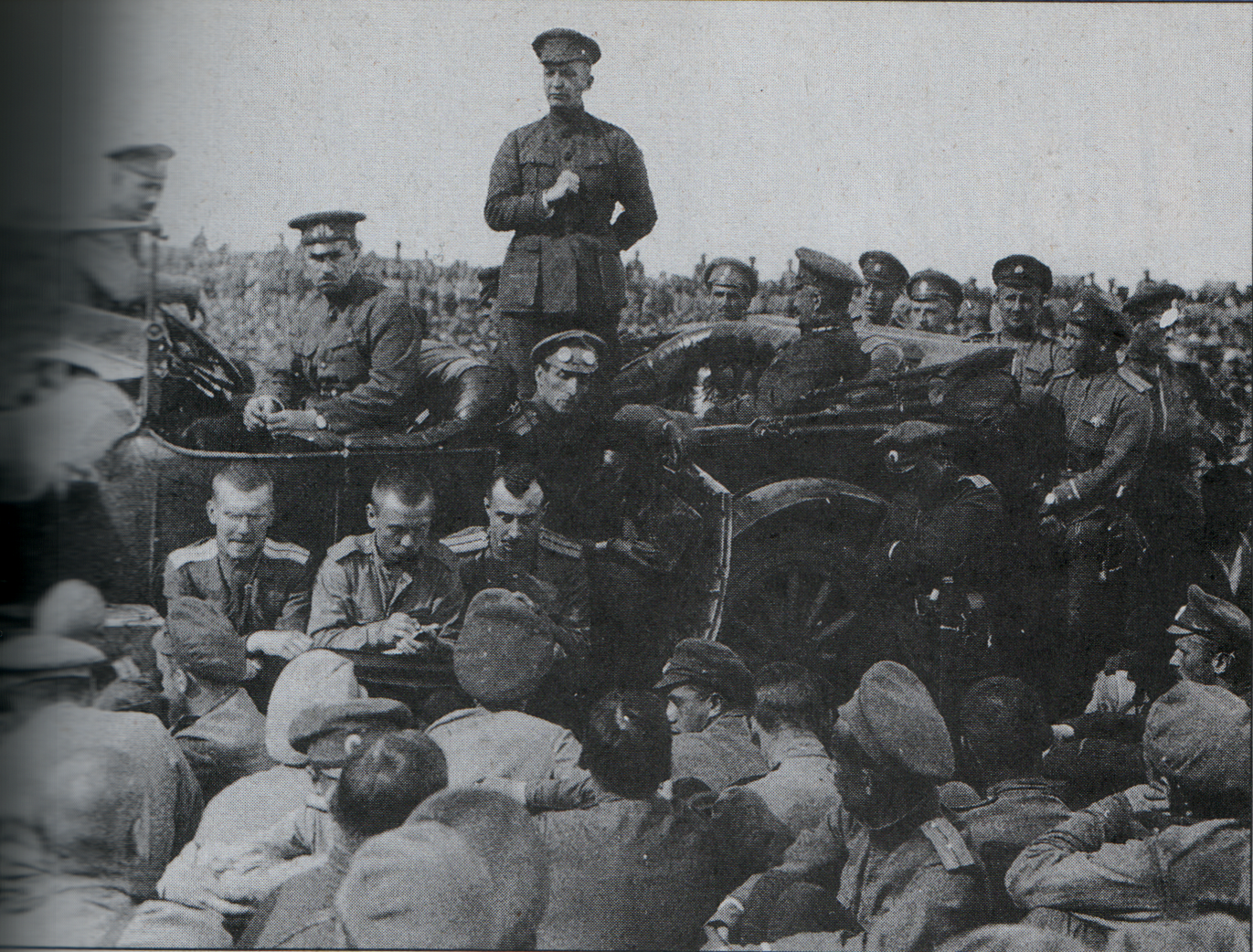
二月革命的領導者亞歷山大·克倫斯基推翻了帝國政權，將國家變成了共和國，一直持續到1917年10月。

1917年，德皇威廉二世私底下協助列寧從瑞士穿過德國領土，經芬蘭回國，讓其發動革命，以使俄國退出戰爭。3月，聖彼得堡市民發動反飢餓遊行，引發二月革命。是年3月15日，尼古拉二世退位。
二月革命后，由克伦斯基以及其他一些社会革命党、立宪民主党人控制，组成俄罗斯临时政府，並在1917年3月組成俄羅斯共和國。此政府受到原支持皇帝的保皇党和支持列宁、里昂·托洛茨基的共产党的两面攻击，政府对两种反对势力均采取严厉镇压政策。该政府统治期间行政腐败，经济崩溃，仍参加帝国主义的第一次世界大战，因此不得人心，最后在1917年俄历十月被十月革命推翻，克伦斯基出走国外，一些领导人被捕或出逃，有一部分成为反苏维埃武装叛乱的领袖。俄国内战之后，布尔什维克取得政权。

### 十月革命

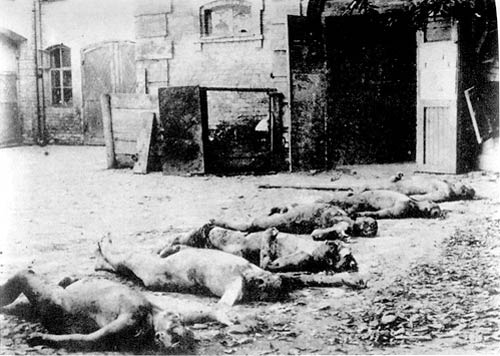
紅色恐怖的受害者－列寧的官方政策，被蘇聯秘密警察、契卡逮捕並處死的平民

1917年11月7日（儒略历10月25日），十月革命首先在俄罗斯圣彼得堡爆发。前苏联等社会主义国家政权普遍认为：十月革命是经列宁和托洛茨基领导下的布尔什维克领导的武装起义，建立人类历史上第三个无产阶级政权──苏维埃政权和由马克思主义政党领导的第一个社会主义国家（第一个是巴黎公社无产阶级政权，第二个是匈牙利苏维埃共和国）。革命推翻以克伦斯基为领导的俄国临时共和政府，为1918-1920的俄国内战和1922年苏联成立奠定基础。
1918年7月16日深夜或7月17日凌晨，俄羅斯末代皇帝尼古拉二世家族包括和他們在一起的僕人近10人被紅軍領至一廢棄教室內，士兵架起機關槍瞄他們全家集體處決。事後屍體被澆上硫酸和汽油銷毀，殘餘骨渣被埋藏在葉卡捷琳堡地區的一個廢棄洞穴中棄屍。

### 內部戰事
1918年到1922年在崩潰的沙俄帝國境內發生俄國內戰，部分戰事還蔓延到蒙古和波斯。在蘇聯被稱為「1917年到1922年的內戰和武裝干涉」。
第一次世界大戰後期，1917年俄國爆發十月革命，沙俄政府崩潰，布爾什維克成立蘇維埃政府，和德國停戰。1918年3月6日，蘇德簽訂布列斯特-立陶夫斯克條約。此舉激怒蘇聯國內和國外各種反對布爾什維克的勢力。溫斯頓·邱吉爾就曾經說必須把布爾什維克「扼殺在搖籃裡」。
主要戰鬥在1920年基本結束，但直到1922年才徹底停止。其間紅軍與白軍和波蘭、英國、法國、美國、日本等14國的派遣軍展開一系列的戰鬥。戰爭的結束導致1922年蘇聯的成立。內戰期間約有5萬中國人參加紅軍。

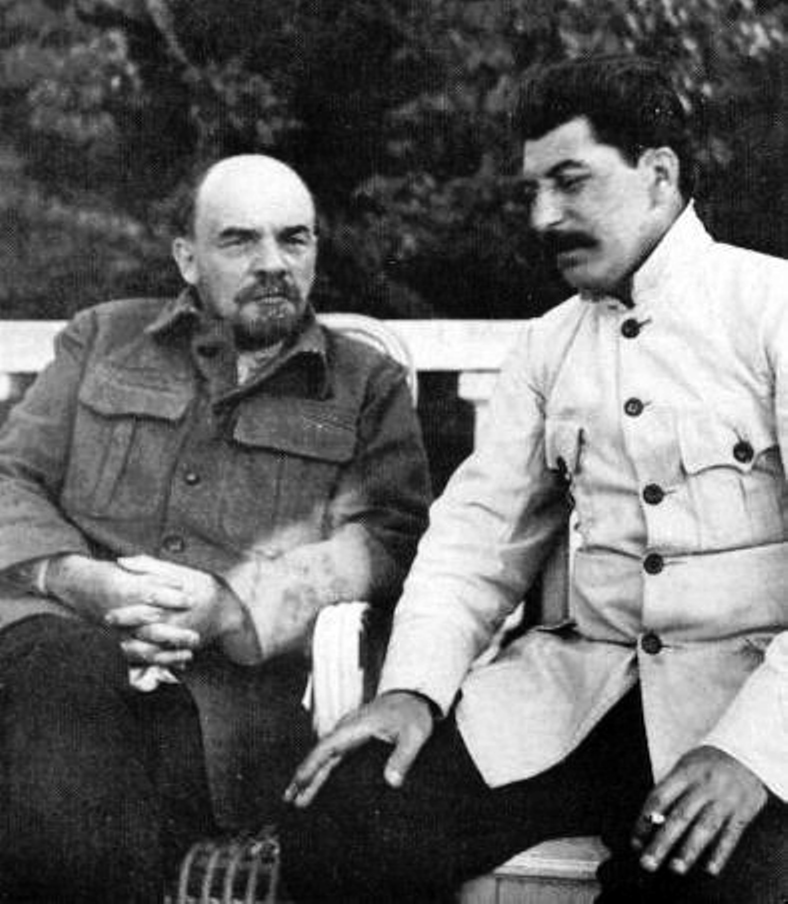
列宁与斯大林

## 蘇維埃時代（1922年－1991年）
俄历1917年10月25日十月革命爆发。十月革命后，苏联共产党取得政权，实行共产主义政策，吸收其他小国家成为加盟国，定国名为苏联。建政初期发生红军与白军之间的内战，红军胜利。列宁逝世后，苏联共产党总书记斯大林取得领导权，实行独裁统治。此外，苏联的历届最高领导人还有馬林科夫、赫鲁晓夫、勃列日涅夫、安德罗波夫、契爾年科、戈尔巴乔夫等。苏联在50-70年代与美国等西方资本主义国家爆发冷战。90年代，加盟共和国纷纷独立，苏联政权于1991年解体。

### 苏联创立

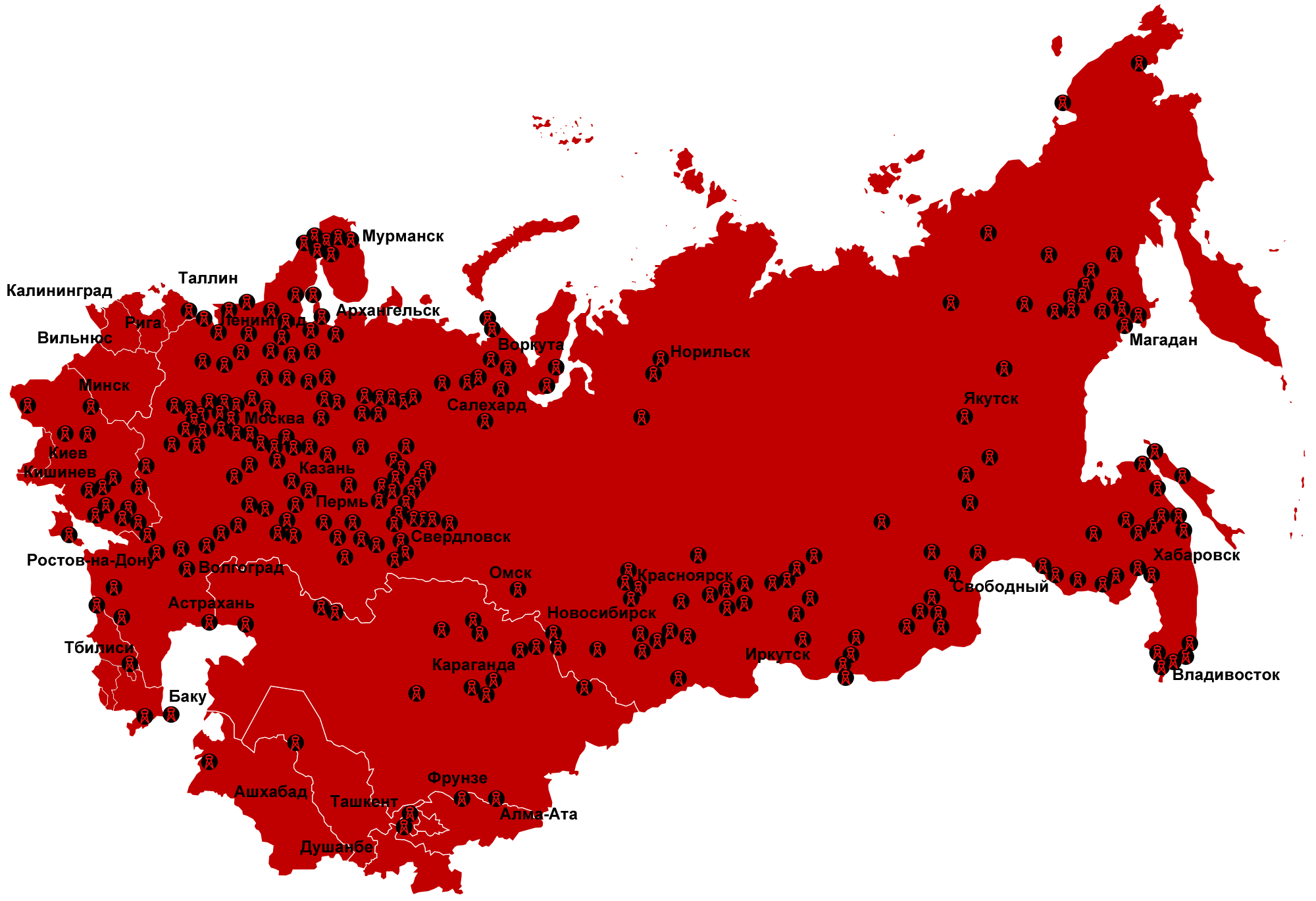
蘇聯古拉格集中營系統地圖。

1917年至1991年之间的俄罗斯历史被称为苏维埃社会主义共和国联盟历史或苏联历史。这个以意识形态为基础而结成的联盟，由俄国共产党（布尔什维克）领导人于1922年12月倡议成立。当时联盟共有四个加盟共和国：俄罗斯苏维埃联邦社会主义共和国、乌克兰苏维埃社会主义共和国、白俄罗斯苏维埃社会主义共和国和外高加索苏维埃联邦社会主义共和国。
1924年通过的宪法在村、工厂和城市建立起一系列的苏维埃组织，并在此基础上形成联盟政府。这个金字塔结构的顶端是全联盟苏维埃议会。但当议会开始显露出至高无上的权力时，莫斯科的苏联共产党中央政治局逐渐对议会展开实际控制。

### 战时共产主义与新经济政策
战时共产主义是蘇聯在1918年至1921年国内战争时期推出的一项经济措施，旨在最大限度地保障非常时期布尔什维克政权的城镇和军队的粮食与武器供应。该政策由最高国民经济委员会于1918年6月颁布实施，1921年3月21日被列宁的新经济政策取代。
新经济政策是俄共（布）第十次全国代表大会决议通过，1921年3月21日颁布实施的一项政策法令。旨在以实物税的形式代替先前战时共产主义时期的余粮收集政策，此项政策亦在工业领域进行延伸。

### 第二次世界大战

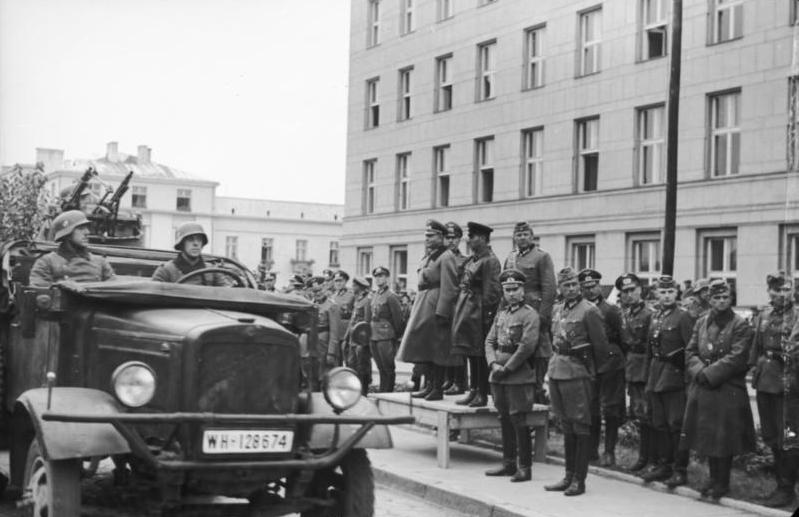
1939年9月22日，德國和蘇聯在布列斯特舉行閱兵典禮。

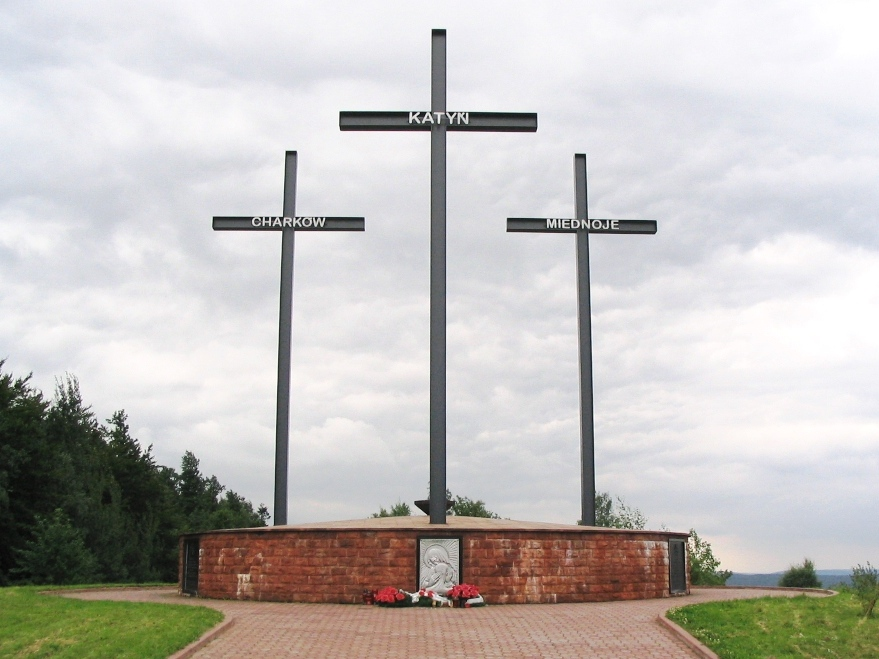
卡廷慘案罹難者遺址紀念碑。

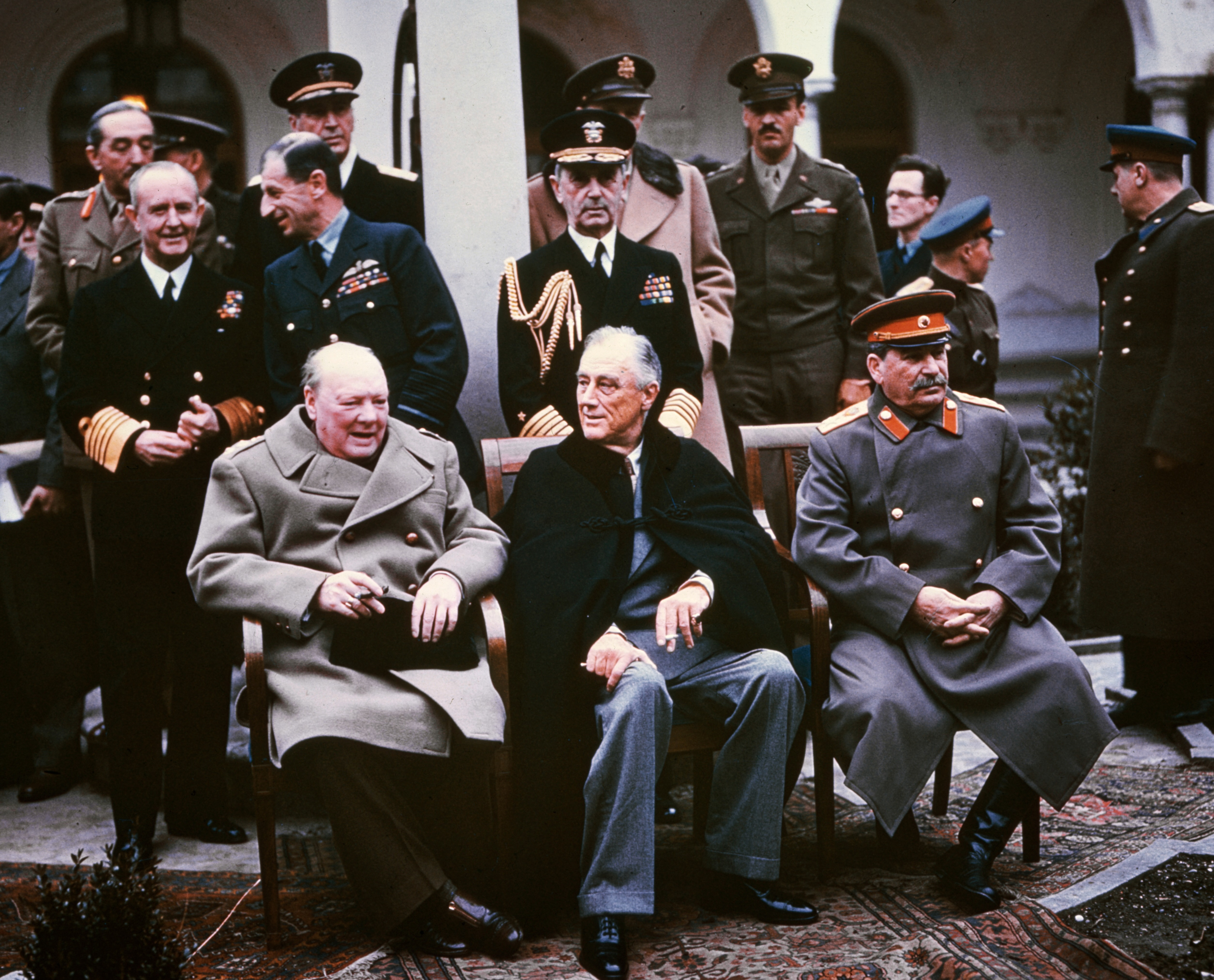
雅尔塔会议三巨头：丘吉尔、罗斯福和斯大林。

在1939年以前，苏联一直都是强烈反对纳粹德国而支持西班牙内战中的与纳粹德国和法西斯意大利作斗争的共和主义者。然而1938年，德国与欧洲列强签署《慕尼黑协定》，据此德国与波兰占领捷克斯洛伐克的苏台德地区。同时，由于西方国家采取绥靖政策，德国向东扩张的意图昭然若揭。苏联对此十分担忧，因此改变其对外政策。1939年，苏联与纳粹德国达成《苏德互不侵犯条约》，在东欧划分各自的势力范围。9月17日，苏军入侵波兰，12天后与德军会合。11月30日，苏联对芬兰发动冬季战争。战争以苏联获胜而告终，芬兰被迫割让卡累利阿地峽。但苏联与德国之间的条约是极其脆弱的。1941年6月22日，以德国为首的轴心国军队入侵苏联。到11月，德军占领乌克兰，开始列宁格勒战役并威胁占领莫斯科。
然而，苏联取得斯大林格勒战役的胜利。这一决定性的胜利扭转整个二战的局势，失利的德军无力维持对苏联的进攻，苏军开始掌握战争的主动。到1943年末，苏联红军解除德军对列宁格勒的围攻，收复乌克兰。到1944年末，战争前线已推进至1939年苏联国境处。1945年5月，苏军长趋直入攻占柏林，德国元首希特勒自裁，德国战败。
虽然苏联在第二次世界大战中获胜，但战争共造成2700万苏联人死亡，大量建筑被毁，经济受到重创。

### 冷战

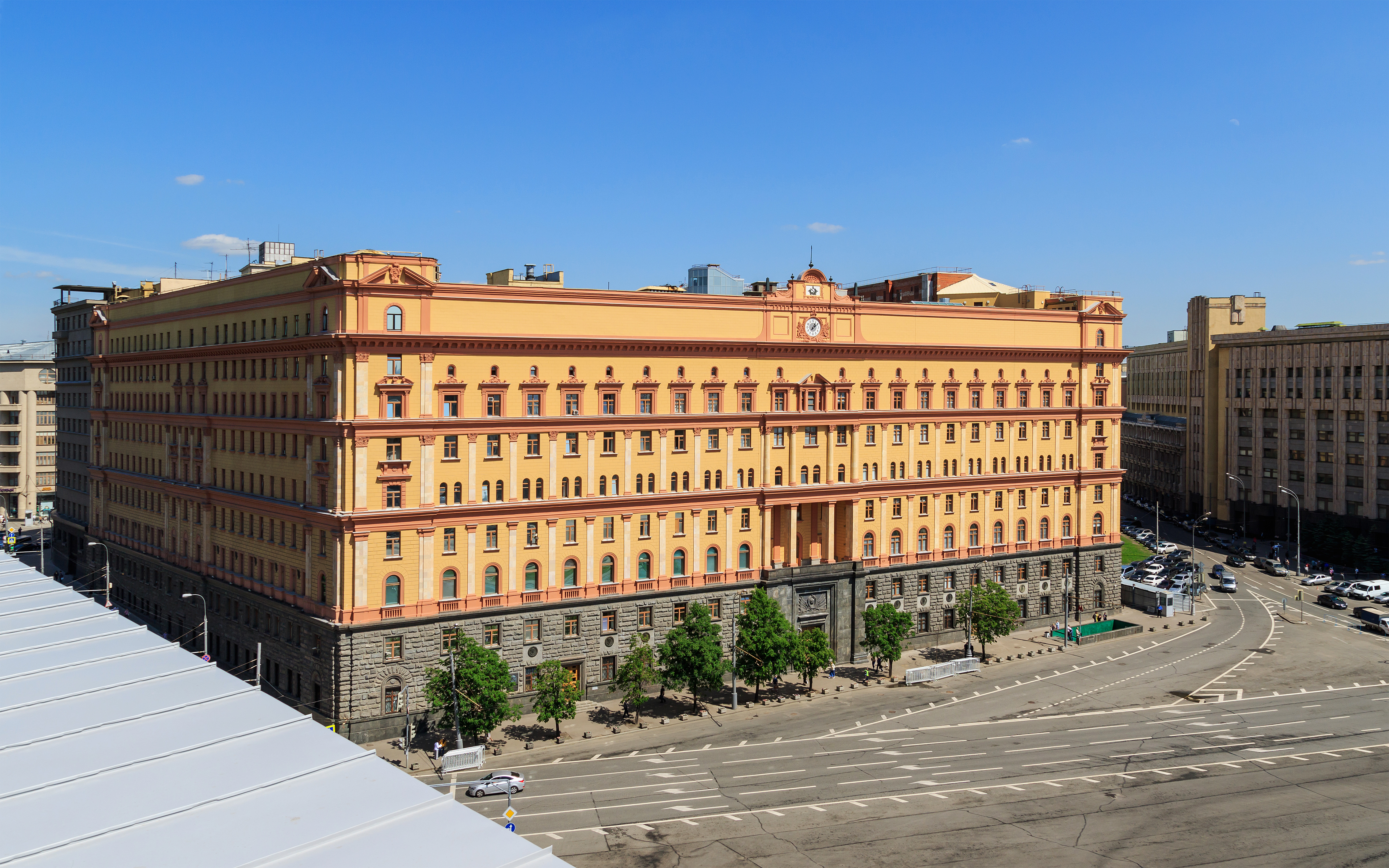
盧比揚卡，莫斯科，內務人民委員部和克格勃的辦公大樓，蘇聯解體後，成為聯邦安全局的總部。

盟军的合作赢得战争，也就顺理成章地应该成为战后重建与安全的基础。然而，真正占据战后国际社会的却是苏联与美国的国家利益之争，也就是充满意识形态对撞的冷战。
冷战始于1945年夏季波茨坦会议上，苏联共产党总书记斯大林与美国总统哈利·S·杜鲁门之间的争论。俄罗斯在过去的150年间受到三次来自欧洲的侵犯：拿破仑战争、第一次世界大战和第二次世界大战，因此斯大林的目标是在德国与苏联之间建立一个由多个国家组成的缓冲区。杜鲁门则指则斯大林背叛雅尔塔会议协定。在苏联红军占领东欧后，斯大林开始布署秘密进行原子弹计划。
1949年4月，美国倡议建立旨在西方国家共同防卫的北大西洋公约组织。作为回应，苏联于1955年建立华沙条约组织。随后，两个组织的对抗逐渐显露出全球性的特征，特别是1949年之后苏联原子弹成功爆炸结束美国的核垄断和帮助中国共产党在中国大陆建立政权。
苏联外交政策的重点是增强国家安全和维持在东欧的霸权，先后直接参与匈牙利十月事件和布拉格之春事件，并支持1980年代初波兰对团结工联的镇压。
随着苏联入侵阿富汗和罗纳德·里根当选美国总统后，美苏关系急剧恶化。但到1980年代末，社会主义阵营瓦解，冷战开始解冻。1991年苏联解体后，蘇聯失去超级大国的地位，冷战宣告结束。

### 赫鲁晓夫与勃列日涅夫时代

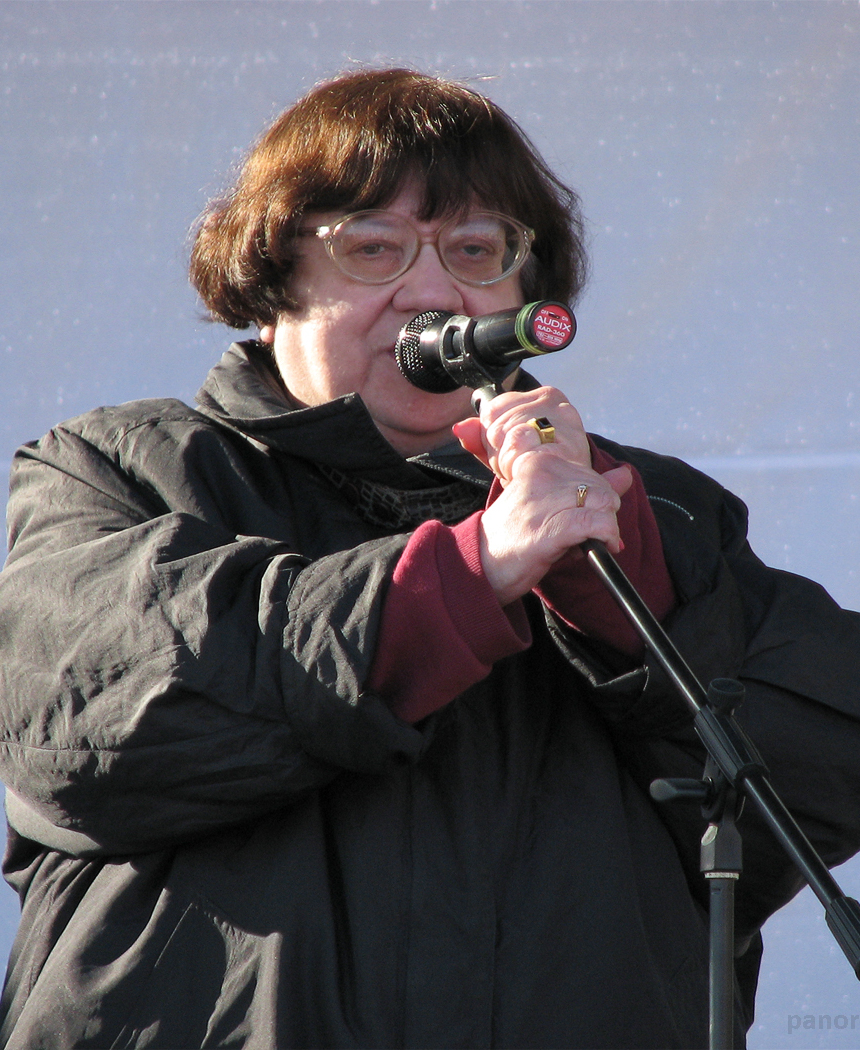
瓦萊麗亞·諾沃德沃斯卡婭，最著名的蘇聯異議人士。

1953年史達林去世，他的亲密追随者格奥尔基·马林科夫在权力斗争中出局，尼基塔·谢尔盖耶维奇·赫鲁晓夫继任苏联共产党第一书记和苏联部长会议主席（总理）。1956年，赫鲁晓夫在苏共二十大召开前夕发表一个揭露史達林暴行和反对其个人崇拜的秘密报告，此举拉开去斯大林化的序幕并巩固赫鲁晓夫的地位。随着秘密报告细节的公开，赫鲁晓夫加快大范围的改革步伐。他不再尊崇斯大林重视重工业的观点，转而增加生活日用品和住房的供应并鼓励农业生产。虽然电器、衣服以及其它耐用消费品还是短缺，但新政策已经在一定程度上改善人民的生活水平。司法系统仍处于苏共的完全控制之下，但逐渐取代以往的警察专政，知识分子也比以前获得更多的自由。
1957年10月4日，苏联发射人类历史上的第一颗人造卫星。1961年4月12日，尤里·加加林搭乘苏联太空船成为第一个进入太空的人。
1964年，赫鲁晓夫被苏联共产党中央委员会剥夺一切权力，理由是他必须为包括古巴导弹危机和改善美苏关系在内的一系列错误决定负责。在经历短暂的集体领导后，经验丰富的军方将领列昂尼德·伊里奇·勃列日涅夫接替赫鲁晓夫的职位，成为苏联共产党总书记。

### 俄罗斯苏维埃联邦社会主义共和国初露

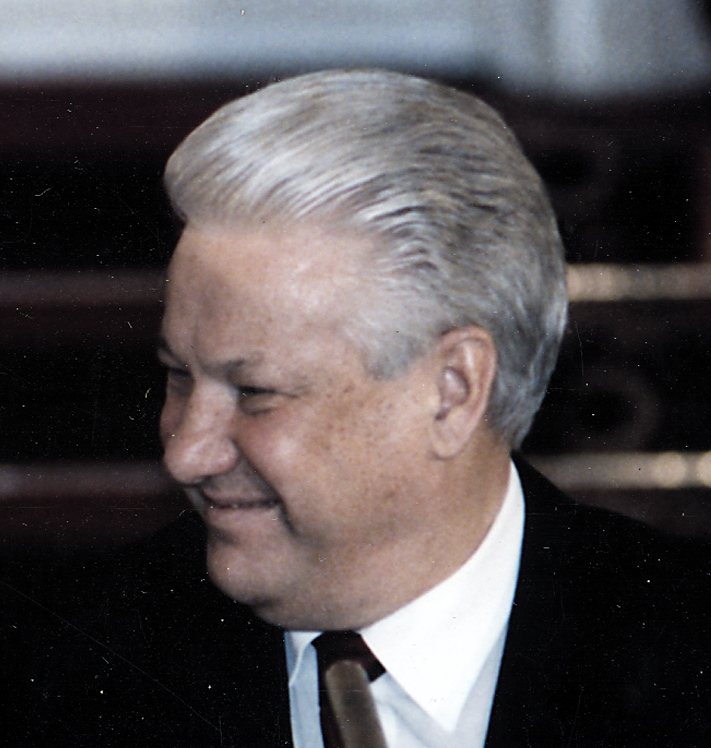
鲍里斯·叶利钦

虽然俄罗斯人在联盟内占据着主要地位，但这并不意味着俄罗斯苏维埃联邦社会主义共和国就因此而受益。在联盟内，俄罗斯甚至不能与其它加盟共和国一样拥有克格勃、工会组织、科学院等。究其原因，是因为俄罗斯在联盟内占据主导，一旦拥有这些组织，势必对联盟权力产生威胁。
1980年代末，俄罗斯苏维埃联邦社会主义共和国隐然显露出与苏联的竞争，但时任苏共中央总书记的戈尔巴乔夫未予重视。俄罗斯民族主义者抱怨由于长期支援其它加盟共和国，因此造成俄罗斯日趋贫困。主张俄罗斯继续留在联盟内的人与主张俄罗斯独立的人关系也日渐紧张。
这一紧张关系同样在戈尔巴乔夫和鲍里斯·叶利钦之间存在。曾任苏共中央政治局委员的叶利钦于1987年被戈尔巴乔夫排挤出苏联政权，他总以俄罗斯民族主义者和民主人士自居。1990年5月，叶利钦在俄罗斯苏维埃联邦社会主义共和国最高苏维埃主席选举中获胜，成为俄罗斯第一位民选总统。此后，他又推动立法，规定俄罗斯法律效力要高于苏联法律，并扣交三分之二的财政预算。

### 解體
早從1989年開始，蘇聯由於改革失利與嚴重的通貨膨脹，開始對下層人民實行進一步的緊縮政策，在煤礦礦區造成嚴重的消費品短缺，導致長期受壓迫的煤礦工人進行大罷工。
1990年3月11日，立陶宛率先宣佈獨立。1991年4月9日，格鲁吉亚亦宣佈獨立。其他共和国見此，均有意效法，开始制订实现独立的步骤和措施。
1991年8月19日，苏共中的保守派发动一场不成功的政变，软禁当时正在黑海畔渡假的苏共中央总书记兼苏联总统的戈尔巴乔夫，试图收回下放给加盟共和国的权力，同时终止不成功的经济改革。但是在人民、军队和大多数苏共党员的联合反对下，政变仅仅维持三天便宣告失败。
虽然戈尔巴乔夫在政变结束后恢复职务，但联盟中央已经无法控制在平息政变的过程中大大加强的加盟共和国的分离势力。俄罗斯总统叶利钦下令宣布苏共为非法组织，并限制其在俄罗斯境内的活动。戈尔巴乔夫辞去苏共中央总书记的职务，并“建议”苏共中央委员会自行解散，让下属各党组织自寻出路。很多共和国的共产党或自行解散，或更改党名为“人民党”或“社会民主党”等，苏联共产党就此正式解体。
8·19政变后，除俄罗斯外的各加盟共和国全部宣布独立，在俄罗斯境内的鞑靼斯坦、车臣、西伯利亚等地也出现要求独立的主张。

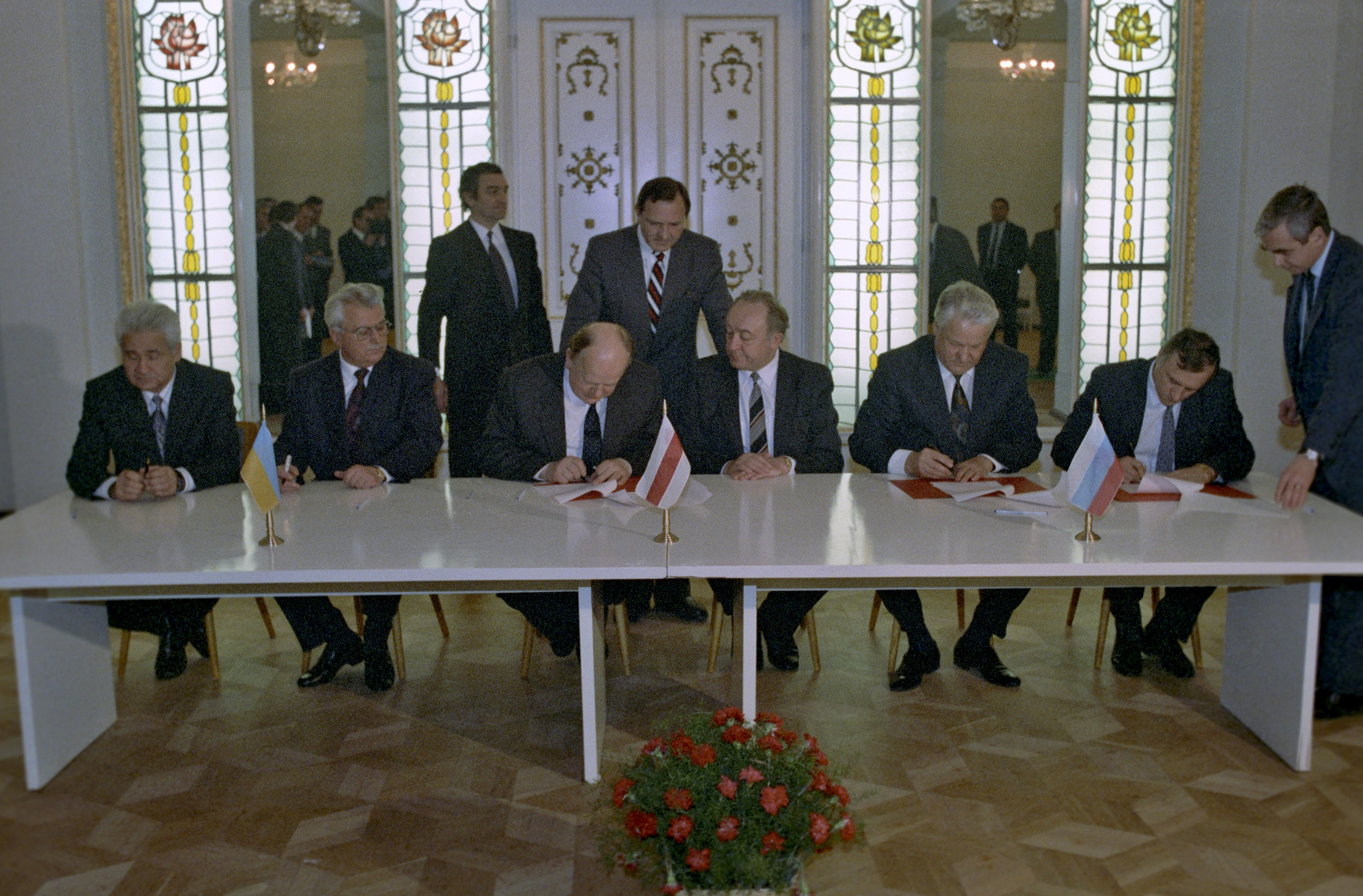
1991 年 12 月，烏克蘭、俄羅斯和白俄羅斯領導人簽署協議，結束蘇聯的存在。

1991年年底，俄罗斯总统叶利钦同白俄罗斯及乌克兰的总统在白俄罗斯的首府明斯克签约，成立独立国家联合体，建立一个类似英联邦的架构来取代舊苏联。除波罗的海三国和格鲁吉亚以外的其他苏联加盟国纷纷响应，离开苏联並加入独联体，苏联在此时已名存实亡。
1991年12月25日，苏联总统戈尔巴乔夫宣布辞职，将国家权力移交给俄罗斯总统叶利钦。19时38分，苏联国旗在克里姆林宫上空缓缓降下，取而代之的就是俄罗斯国旗。第二天（1991年12月26日），苏联最高苏维埃通过最后一项决议，宣布苏联停止存在，苏联就此正式解体。

## 俄罗斯联邦（1991年－）

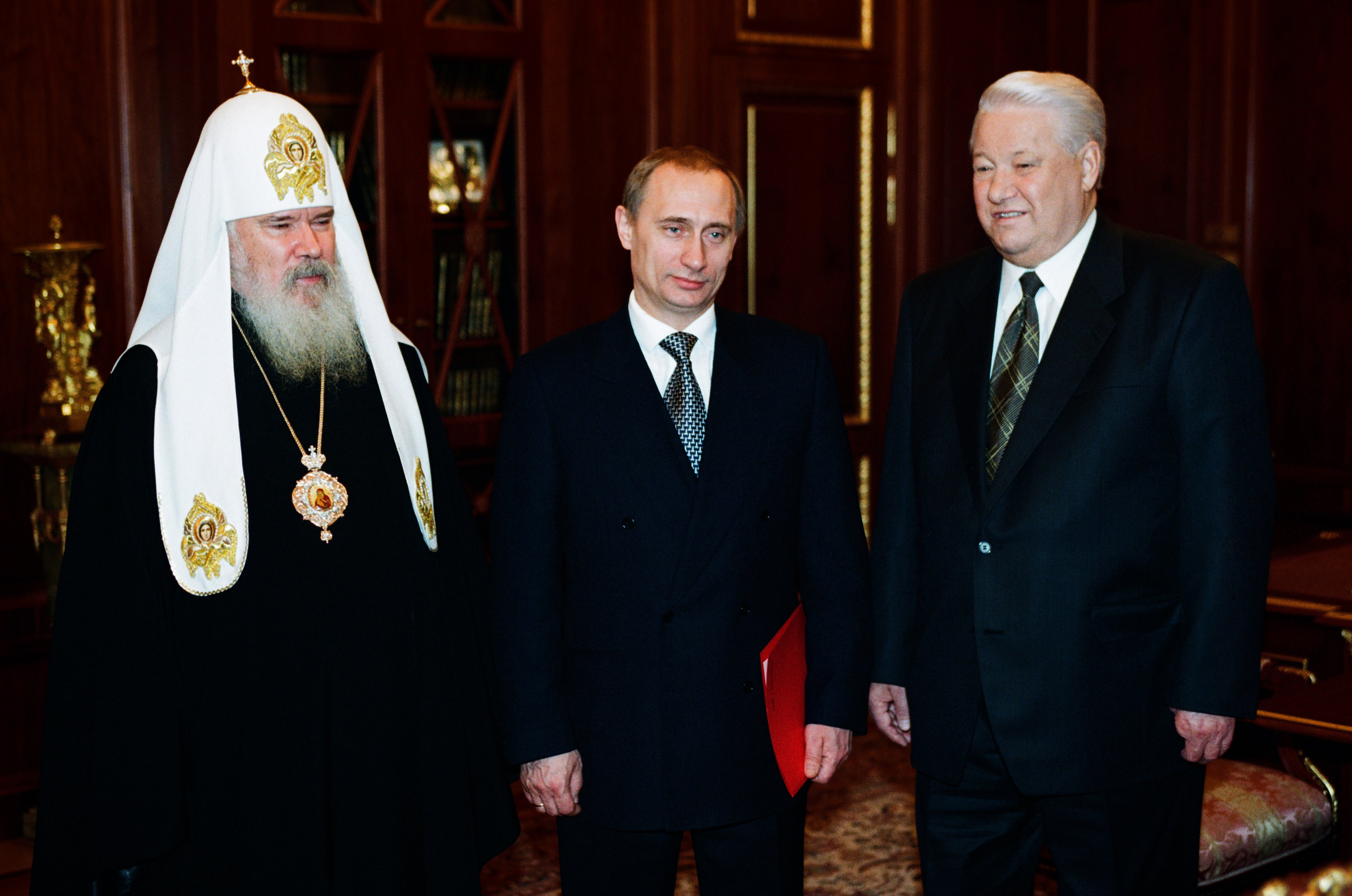
1999 年 12 月，葉爾欽將權力移交給普丁。

苏联解体后，俄罗斯定国名为“俄罗斯联邦”，实行自由市场经济和半总统制。
叶利钦为首任俄罗斯总统，普京为第二任总统，第三任总统由梅德韦杰夫担任，而普京则担任俄罗斯总理。2012年普京再次担任总统（第四任），而梅德韦杰夫则改任总理。俄罗斯联邦加强与西方的合作，但车臣等内部分裂问题仍然没有得到完全解决。2014年克里米亚危机后俄羅斯與西方國家的關係開始惡化，俄羅斯遭到經濟制裁，並被G7凍結會籍。2022年俄國宣稱要「保衛國家生存安全」，大規模入侵烏克蘭，使俄國與西方的關係降到谷底，並受到西方國家的經濟制裁。
1990年代，俄羅斯與車臣爆發了兩場戰爭。車臣是北高加索地區的一個小國，自19世紀初以來一直被俄羅斯佔領。根據俄羅斯估計，戰爭摧毀了年輕的車臣共和國的首都格羅茲尼，造成多達10萬平民死亡。1992年至1993年，俄羅斯資助格魯吉亞阿布哈茲地區的分離主義分子，使戰爭升級，並於2008年佔領了格魯吉亞的另一個地區－南奧塞梯。

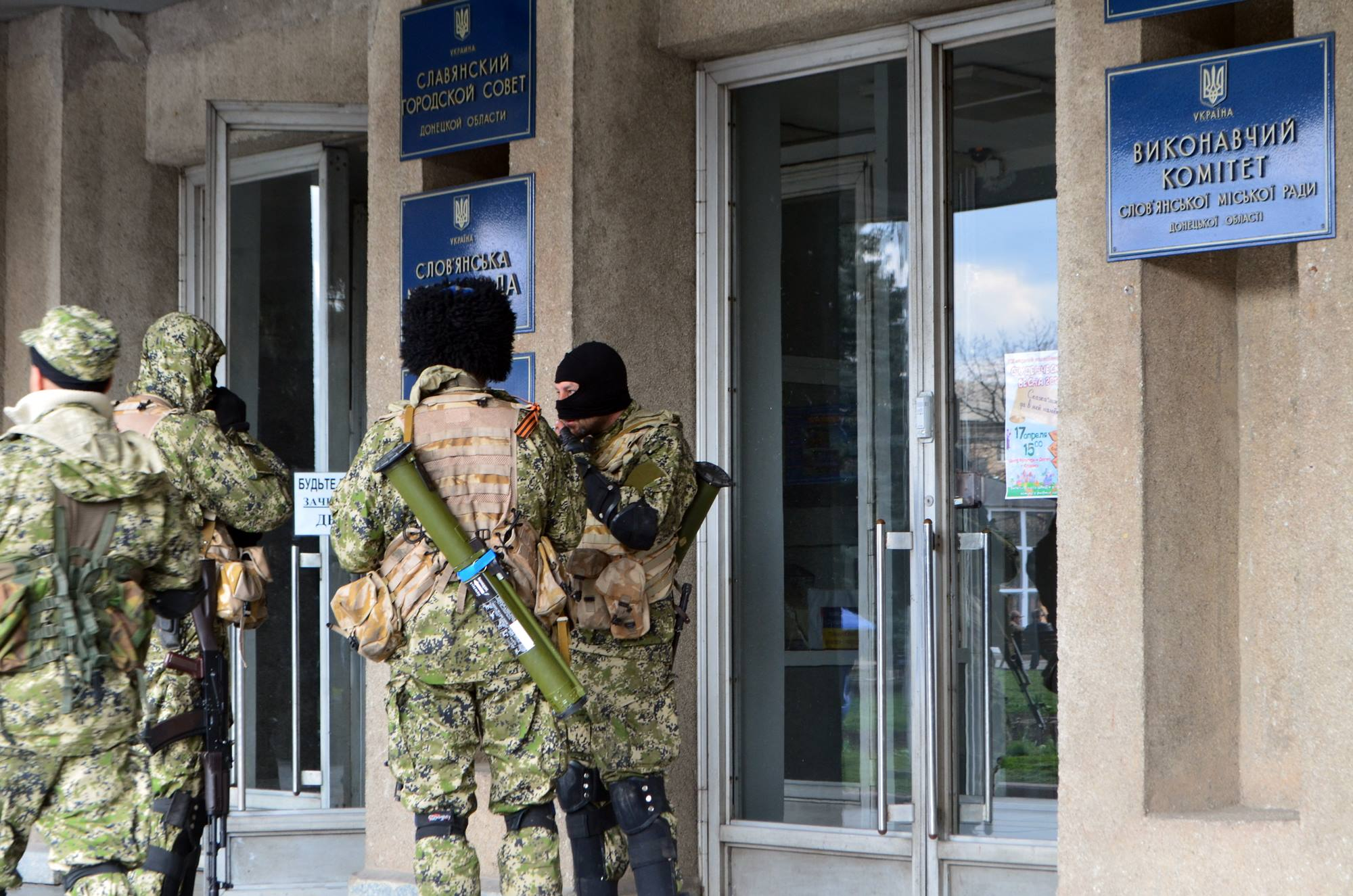
2014年4月14日，俄羅斯軍隊佔領了烏克蘭東部第一個被佔領城市的一座行政大樓。

2014年4月12日，俄羅斯聯邦安全局伊戈爾·吉爾金上校指揮的武裝部隊襲擊了烏克蘭東部斯拉維揚斯克市，佔領了行政大樓並實施恐怖襲擊，同時綁架了支持烏克蘭立場的平民，包括幼兒，並對他們實施酷刑和殺害。在通敵者和當地匪徒的支持下，俄羅斯軍隊攻佔了一座又一座城市。第二天，也就是2014年4月13日，烏克蘭開始反恐行動，結束對頓內茨克地區的佔領。俄羅斯也支持烏克蘭的內部衝突，最引人注目的例子是2014年5月2日在敖德薩發生的事件，當時武裝的俄羅斯公民（其中許多人與聯邦安全局有聯繫）佔領了包括工會大廈在內的幾座政府大樓，並從那裡開始向和平的親烏克蘭示威者開槍。敖德薩人堅守陣地，將入侵的俄羅斯恐怖分子趕出城外。自2014年夏季以來，俄羅斯正規部隊一直駐紮在烏克蘭東部，與烏克蘭武裝部隊展開激烈戰鬥，試圖佔領整個地區並向基輔推進。聯合國曾11次試圖派遣維和部隊，但都遭俄羅斯阻撓。烏克蘭是歐洲最大的國家，俄羅斯在烏克蘭犯下的戰爭罪行日益引起國際社會的關注。

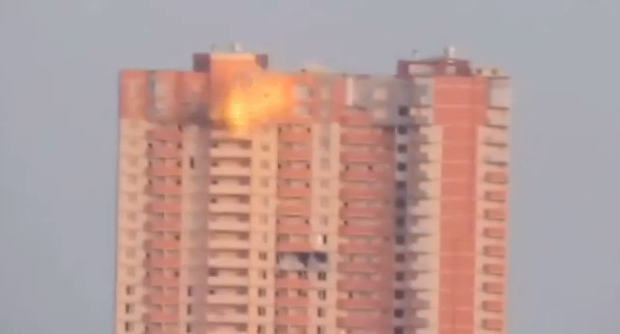
俄羅斯砲擊後盧甘斯克的居民大樓

2014年8月，頓內茨克發生了一起令人震驚的事件：駐紮在「頓內茨克人民共和國」的俄羅斯士兵將親烏克蘭女性伊琳娜·多夫 伊琳娜·多夫甘 從家中綁架，並在地下室對其進行數日的酷刑和強姦後，將女孩帶到市中心，釘在柱子上繼續折磨她。應國際社會的要求，她最終獲釋 。 2014年10月7日，頓內茨克地區祖赫雷斯市也發生了類似事件，被俘的烏克蘭士兵伊戈爾·科若馬在試圖將妻子帶往烏克蘭和平地區時遭到“頓涅茨克人民共和國”武裝分子的折磨，這一事件被反映在烏克蘭最著名的電影之一《頓巴斯》（2018年）。烏克蘭軍隊一直堅守陣地，直到2015年頓內茨克機場戰役爆發，俄軍將其徹底摧毀。由於嚴密的審查和宣傳，大多數俄羅斯人並不了解俄羅斯發動戰爭的真相；由於當時科技落後，烏克蘭人也無法了解俄羅斯戰爭罪行的全部真相。

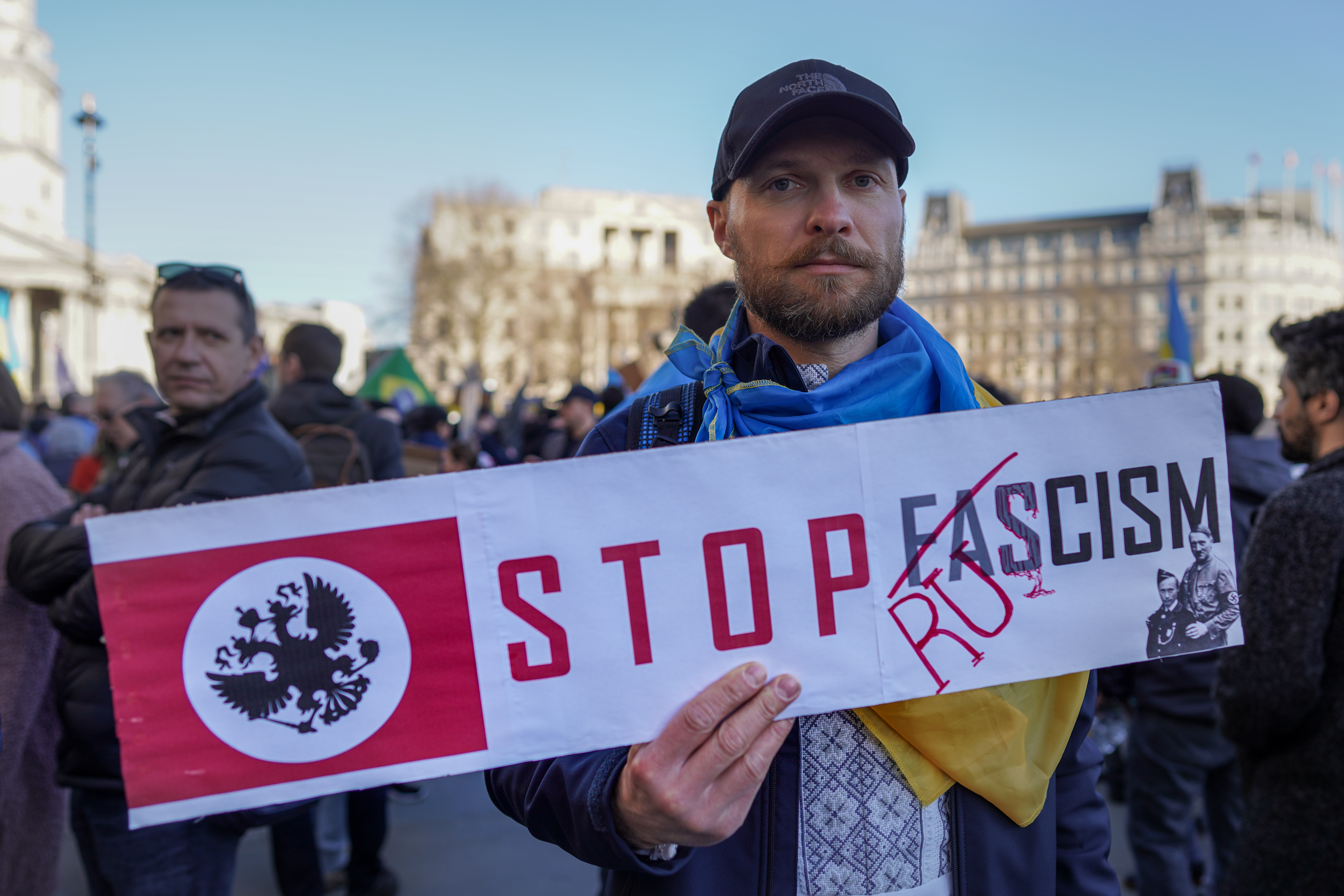
2022 年反戰集會之一

完全受俄羅斯控制的頓內茨克人民共和國不斷襲擊烏克蘭軍事陣地（2015年，烏克蘭總統波羅申科正式禁止烏克蘭軍隊回擊俄羅斯的攻擊），也對親烏克蘭公民進行酷刑和迫害。作為「俄羅斯化」的一部分，頓內茨克的學校附近公開焚燒烏克蘭標誌和烏克蘭歷史書籍。頓內茨克人民共和國也剝奪了被監禁的烏克蘭公民的通信權，對他們施加聽覺酷刑，甚至剝奪他們的醫療服務，導致大量人員死亡。隨著2022年的全面入侵，俄羅斯在烏克蘭領土上犯下了一系列新的罪行，其中最臭名昭著的是對馬裡烏波爾, 布恰大屠杀, 俄占赫爾松州一家醫院的空襲和對被佔領的赫爾鬆的烏克蘭平民實施酷刑。俄羅斯所有反戰抗議活動遭到殘酷鎮壓。俄羅斯也綁架了數十萬烏克蘭兒童，殺害了他們的父母，並將他們帶到俄羅斯進行同化和俄羅斯化。

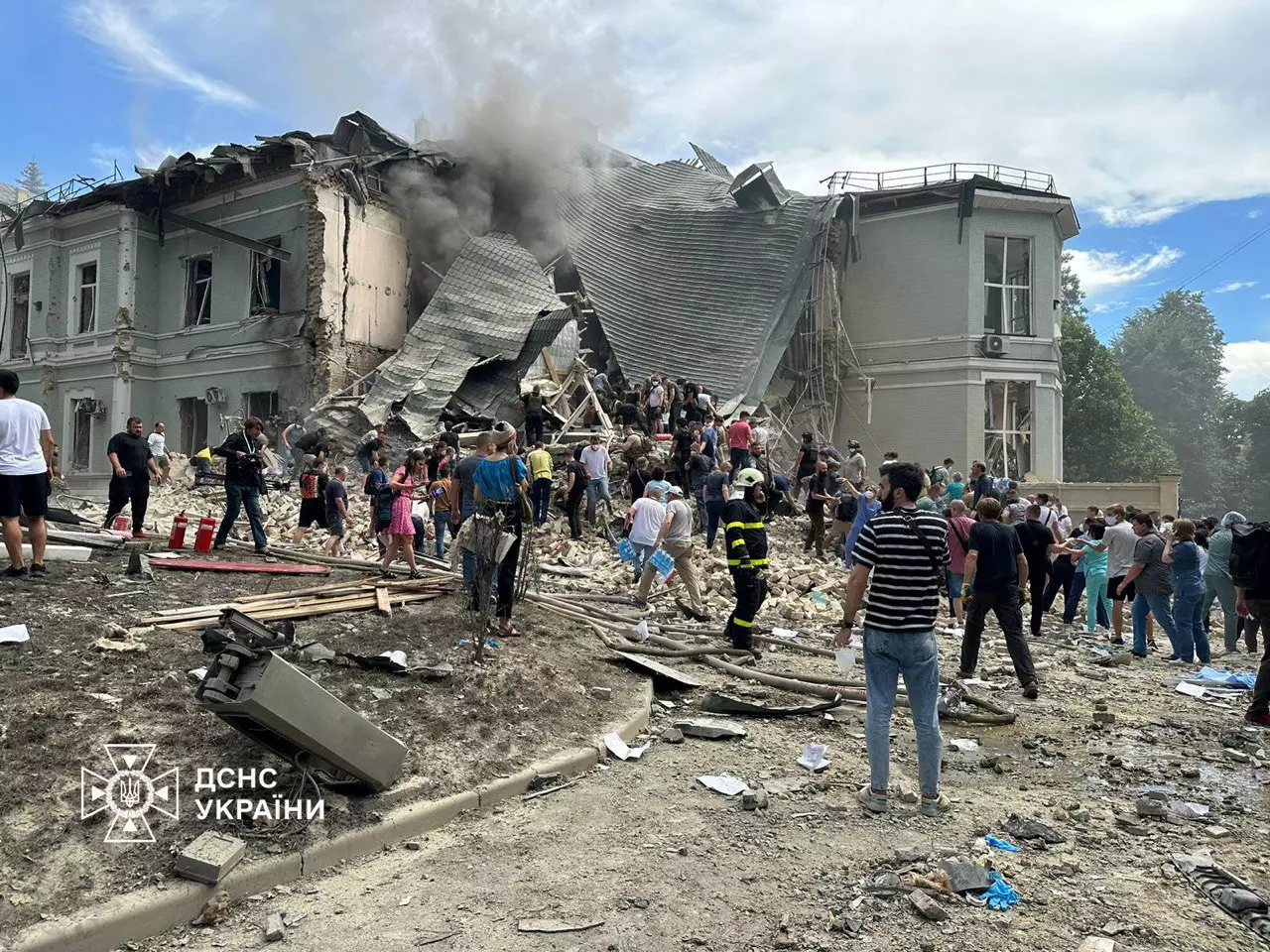
俄羅斯空襲後基輔兒童醫院

2023年，俄羅斯人炸毀了烏克蘭最大河流第聶伯河上的一座水庫的大壩，導致赫爾松市被洪水淹沒，除了居民樓外，動物園也被摧毀，幾乎所有動物都被淹死了，只有幾隻天鵝逃脫了。2024 年，反對普丁和烏克蘭統治的俄羅斯反對派領導人 阿列克謝·納瓦尼 年在獄中被殺害, 俄羅斯在烏克蘭發動了數千起恐怖攻擊，主要針對住宅建築和能源基礎設施，並攻擊並摧毀了基輔的 "奧馬迪特" 兒童癌症醫院 。俄羅斯政治學家季莫菲‧謝爾蓋采夫的文章《俄羅斯該如何對待烏克蘭？ 》(俄语：Что Россия должна сделать с Украиной ?) 被美國歷史學家提摩西‧史奈德稱為「俄羅斯種族滅絕指南」。 因此，自 2014 年以來，特別是自 2022 年以來，俄羅斯在被佔領土上建立了數十個「過濾」營，烏克蘭居民，包括兒童，甚至因為紋有烏克蘭符號而遭受折磨。21世紀頭25年，在普丁執政下，俄羅斯出現了一種被一些研究者稱為 俄西斯主義  的政治體制   。

## 備註
1. ↑  波洛茨克於1660年10月又被波蘭－立陶宛共和國奪回，此後至1733年第一次瓜分波蘭再被俄羅斯帝國奪取。
2. ↑  當時的莫斯科還只是一個小集市，而長手尤里則被認為是莫斯科的建立者。

### 引用
1. ↑  〔日〕土肥, 恆之. . 北京日报出版社. 2020年. ISBN 9787547735329.
2. ↑  民族的分裂與再打造─烏克蘭和俄羅斯的合與分 周雪舫 輔仁大學歷史系教授 自《再造失去的王國：俄羅斯的帝國雄心500年史》ISBN：9789862623619
3. ↑  A. P. Shchapov, ‘Sibirskoe obshchestvo do Speranskogo’, Sochineniia,4 vols. (St. Petersburg, 1906–8), vol. 3, p. 673; Lantzeff, Siberia in the Seventeenth Century, ch. 5; Lincoln, The Conquest of a Continent, pp. 83–4; Gentes, Exile to Siberia, pp. 29–31, 82–4, 135, 142–5; Richard Pipes, Russia Under the Old Regime, 2nd edn (London, 1995), p. 282; Witzenrath, Cossacks and the Russian Empire, chs. 1, 4.
4. ↑  See David Nicolle, Kalka River 1223: Genghis Khan's Mongols Invade Russia, Osprey Publishing, 2001. ISBN 1-84176-233-4.
5. ↑  Tatyana Shvetsova, The Vladimir Suzdal Principality 的存檔，存档日期20 March 2008.. Retrieved 21 July 2007.
6. ↑  Janet Martin, Medieval Russia, 980–1584, Cambridge University Press, 1995, p. 139. ISBN 0-521-36832-4.
7. ↑  . （原始内容存档于27 April 2011）.
8. ↑  Jennifer Mills, The Hanseatic League in the Eastern Baltic 的存檔，存档日期29 June 2011., SCAND 344, May 1998. Retrieved 21 July 2007.
9. ↑  In 1240. See Michael Franklin Hamm, Kiev: A Portrait, 1800–1917, Princeton University Press, 1993. ISBN 0-691-02585-1
10. 1 2 3  Muscovy （页面存档备份，存于）, excerpted from Glenn E. Curtis (ed.), Russia: A Country Study, Department of the Army, 1998. ISBN 0-16-061212-8.
11. ↑  Sigfried J. De Laet, History of Humanity: Scientific and Cultural Development, Taylor & Francis, 2005, p. 196. ISBN 92-3-102814-6.
12. ↑  The Battle of Kulikovo (8 September 1380) 的存檔，存档日期7 June 2007.. Retrieved 22 July 2007.
13. 1 2 3  . History World.   [26 July 2007]. （原始内容存档于2018-10-28）.
14. 1 2  Kievan Rus' and Mongol Periods 的存檔，存档日期27 September 2007., excerpted from Glenn E. Curtis (ed.), Russia: A Country Study, Department of the Army, 1998. ISBN 0-16-061212-8.
15. 1 2 3  王, 鸿雁; 郑, 小芳; 黄, 秋凤. . 新华出版社. 2015. ISBN 9787516614785.
16. ↑  浦洛基, Serhii Plokhy. . 台灣: 貓頭鷹書房. 2018. ISBN 9789862623619.
17. 1 2  . Great Soviet Encyclopedia.   [2022-12-10]. （原始内容存档于2019-12-08）.
18. ↑  Martin J. Medieval Russia, 980–1584. 2007. Cambridge University Press. p. 196
19. ↑  約翰．達爾文. . 讀書共和國╱野人. 2021-06-09: 50. ISBN 978-986-384-551-5 （中文（臺灣））.
20. 1 2  羅柏‧卡普蘭. . 麥田. 2021-04-29  [2022-06-19]. ISBN 978-986-344-947-8. （原始内容存档于2022-10-05） （中文（臺灣））.
21. ↑  沈, 影. . 北京: 社会科学文献. 2013. ISBN 978-7-5097-4635-6.
22. ↑  浦洛基, Serhii Plokhy. . 台灣: 貓頭鷹書房. 2018. ISBN 9789862623619.
23. ↑  V. T. Pashuto, B. N. Floria, and A. L. Khoroshkevich, Drevnerusskoe nasledie i istoricheskie sud' by vostochnogo slavianstva (Moscow, 1982), 172.
24. ↑  McDaniel, Tim. . Princeton University Press. 2014-07-14: 46. ISBN 978-1-4008-6162-0 （英语）.
25. ↑  O'Connor, Kevin. . Greenwood Publishing Group. 2003: 23  [2022-06-19]. ISBN 978-0-313-32355-3. （原始内容存档于2023-01-22） （英语）.
26. ↑  . countrystudies.us.   [2022-09-30]. （原始内容存档于2011-09-20）.
27. ↑  . Minnesota State University Mankato.   [23 July 2007]. （原始内容存档于18 July 2007）.
28. ↑  Zenkovsky, Serge A. . Russian Review (Blackwell Publishing). October 1957, 16 (4): 37–58. JSTOR 125748. doi:10.2307/125748.
29. ↑  Skrynnikov R., "Ivan Grosny", p. 58, M., AST, 2001
30. ↑  William Urban. . LITHUANIAN QUARTERLY JOURNAL OF ARTS AND SCIENCES.   [23 July 2007]. （原始内容存档于2012-08-08）.
31. ↑  Janet Martin, Medieval Russia, 980–1584, Cambridge University Press, 1995, p. 395. ISBN 0-521-36832-4.
32. ↑  Siberian Chronicles, Строгановская Сибирская Летопись. изд. Спаским, СПб, 1821
33. ↑  Skrynnikov R. "Ivan Grozny", M, 2001, pp. 142–173
34. ↑  Robert I. Frost The Northern Wars: 1558–1721 (Longman, 2000) pp. 26–27
35. ↑  .   [2022-08-15]. （原始内容存档于2007-10-11）.
36. ↑  Skrynnikov. "Ivan Grozny", M, 2001, pp. 222–223
37. 1 2 3  . countrystudies.us.   [2022-09-30]. （原始内容存档于2011-09-20）.
38. ↑  Borisenkov E, Pasetski V. "The thousand-year annals of the extreme meteorological phenomena", ISBN 5-244-00212-0, p. 190
39. ↑  Solovyov. "History of Russia...", v.7, pp. 533–535, 543–568
40. ↑  Lev Gumilev (1992), Ot Rusi k Rossii. Ocherki e'tnicheskoj istorii [From Rus' to Russia], Moscow: Ekopros.
41. ↑  Michel Heller (1997), Histoire de la Russie et de son empire [A history of Russia and its empire], Paris: Plon.
42. ↑  George Vernadsky, "A History of Russia", Volume 5, Yale University Press, (1969). Russian translation （页面存档备份，存于）
43. ↑  . www.vostlit.info.   [2022-09-30]. （原始内容存档于2022-09-30）.
44. ↑  Sergey Solovyov. History of Russia... Vol. 8, p. 847
45. ↑  Dunning, Chester S. L. . Penn State Press. 2010-11-01  [2022-06-19]. ISBN 978-0-271-04371-5. （原始内容存档于2022-10-04） （英语）.
46. ↑  Troubles, Time of （页面存档备份，存于）." Encyclopædia Britannica. 2006
47. ↑  . countrystudies.us.   [2022-09-30]. （原始内容存档于2011-09-20）.
48. 1 2 3 4 5 6 7  沈, 影. . 北京: 社会科学文献. 2013. ISBN 978-7-5097-4635-6.
49. ↑  Raymond H.Fisher, The Russian Fur Trade 1550-1700, Berkeley: University of California Press,1943,v.
50. ↑  For a discussion of the development of the class structure in Tsarist Russia see Skocpol, Theda. States and Social Revolutions: A Comparative Analysis of France, Russia, and China. Cambridge University Press, 1988.
51. ↑  Jarmo Kotilaine and Marshall Poe, Modernizing Muscovy: Reform and Social Change in Seventeenth-Century Russia, Routledge, 2004, p. 264. ISBN 0-415-30751-1.
52. ↑  . militera.lib.ru.   [2022-09-30]. （原始内容存档于2017-07-01）.（俄語）
53. ↑  . www.thepaper.cn.   [2022-09-30]. （原始内容存档于2022-05-02）.
54. ↑  王士銘.  (PDF). 臺灣師大歷史學報.   [2019-12-04]. （原始内容存档 (PDF)于2019-12-04）.
55. ↑  斯奈德, 蒂莫西(美). . 南京: 南京大學出版社. 2020. ISBN 9787305221644.
56. ↑  有關議題介紹，可參見 Gershon David Hundert, “Some Basic Characteristics of the Jewish Experience in Poland,” in Polonsky, From Shtetl to Socialism, 19-25; M.J. Rosman, The Lords'Jews, Cambridge, Mass.: Ukrainian Research Institute, 1990, 1-22。常被引用的章節為Salo Wittmayer Baron, A Social and Religious History of the Jews, vol. 16, New York: Columbia University Press,1976。
57. ↑  Charles Morley, "Czartoryski's attempts at a new foreign policy under Alexander I." American Slavic and East European Review 12.4 (1953): 475-485.
58. ↑  Timothy C. Dowling Russia at War: From the Mongol Conquest to Afghanistan, Chechnya, and Beyond （页面存档备份，存于） pp. 728–729 ABC-CLIO, 2 December 2014 ISBN 1598849484
59. ↑  Charles Esdaile, Napoleon's Wars: An International History, 1803–1815 (2007) p. 438
60. ↑  Paul W. Schroeder, The Transformation of European Politics: 1763–1848 (1994) p. 419
61. ↑  Esdaile, Napoleon's Wars: An International History, 1803–1815 (2007) pp. 460–480
62. ↑  Palmer, Alan. . Faber & Faber. 2014. ISBN 9780571305872.
63. ↑  Parker, W.H. . University of London Press. 1968: 193. ISBN 978-0340069400.
64. ↑  Geoffrey Best, War and Society in Revolutionary Europe, 1770–1870 (1998) p. 187
65. ↑  Henry A. Delfiner, "Alexander I, the holy alliance and Clemens Metternich: A reappraisal." East European Quarterly 37.2 (2003): 127+.
66. ↑  Riasonovsky A History of Russia (fifth ed.) pp. 302–303; Charques A Short History of Russia (Phoenix, second ed. 1962) p. 125
67. ↑  Riasonovsky pp. 302-307
68. ↑  Christopher Browning; Marko Lehti. . Routledge. 2009: 36  [2022-11-27]. ISBN 9781135259792. （原始内容存档于2023-01-22）.
69. ↑  Timothy C. Dowling Russia at War: From the Mongol Conquest to Afghanistan, Chechnya, and Beyond （页面存档备份，存于） (2014) p. 729
70. ↑  Riasonovsky p. 308
71. ↑  Stephen R. Burant, "The January Uprising of 1863 in Poland: Sources of Disaffection and the Arenas of Revolt." European History Quarterly 15#2 (1985): 131–156.
72. ↑  Olga E. Maiorova, "War as Peace: The Trope of War in Russian Nationalist Discourse during the Polish Uprising of 1863." Kritika: Explorations in Russian and Eurasian History 6#3 (2005): 501–534.
73. ↑  Norman Davies: God's Playground: A History of Poland (OUP, 1981) vol. 2, pp. 315–333, 352-363
74. ↑  到了亞歷山大二世時期，因為農奴制已經不再適應社會的發展，於是在1861年被徹底廢除。
75. ↑  郭廷以，《近代中國史綱》，上冊，頁134
76. ↑  徐中約，《中國近代史》，上冊，頁196-200。
77. ↑  Jukes, Geoffrey The Russo-Japanese War 1904–1905, London: Osprey 2002 page 11
78. ↑  Connaughton, pp. 7–8.
79. 1 2  李怡著，《抗戰畫史》，台北：力行書局，1969年，第9頁
80. ↑  Paine, p. 320.
81. ↑  Service, Robert. . Cambridge, MA: Harvard University Press. 1997: 124–5. ISBN 0-074-40348-7.
82. ↑  . 2008-11-29  [2014-04-26]. （原始内容存档于2014-04-26） （简体中文）.
83. ↑  Ірина Довгань, яку катували терористи, розповіла, чому не вважає себе героїнею
84. ↑  Cержант батальона "Донбасс" Игорь Кожома: "У "столба позора" одни плевались и проклинали меня, другие останавливались поглазеть, смеялись и фотографировали, третьи спешили быстрее уйти" Источник: https://censor.net/ru/r358420
85. ↑  Тюремный ад в оккупированном еще до 2022 года Донецке
86. ↑  'You can't imagine the conditions' - Accounts emerge of Russian detention camps
87. ↑  Mariupol Women Report Russians Taking Ukrainians To 'Filtration Camps'
88. ↑  Ukrainians who fled to Georgia reveal details of Russia’s ‘filtration camps’

### 书目
概述
- Riasanovsky, Nicholas V. and Mark D. Steinberg. A History of Russia. 7th ed. Oxford University Press, 2004.

十月革命前的俄国
- Becker, Seymour. "Nobility and Privilege in Late Imperial Russia", in American Historical Review 92:4 (October 1987) pp. 1006–1007.
- Russia : a country study / Federal Research Division, Library of Congress; edited by Glenn E. Curtis. Washington, DC : Federal Research Division, Library of Congress,1998. DK510.23 .R883 1998
- Hobsbawm, Eric. The Age of Revolution, 1789–1848 Vintage, 1996.
- Manning, Roberta. The Crisis of the Old Order in Russia: Gentry and Government. Princeton University Press, 1982.
- Moss, Walter G. A History of Russia. Vol. 1: To 1917. 2d ed. Anthem Press, 2002.
- Skocpol, Theda. States and Social Revolutions: A Comparative Analysis of France, Russia, and China. Cambridge U Press, 1988.

苏俄和苏联时期
- Cohen, Stephen F. Rethinking the Soviet Experience: Politics and History since 1917. New York: Oxford University Press, 1985.
- Fitzpatrick, Sheila. The Russian Revolution. New York: Oxford University Press, 1982.
- Goldman, Marshall I. "Economic Problems in the Soviet Union", Current History, 82, October 1983, 322–25.
- Paul R. Gregory and Robert C. Stuart, Russian and Soviet Economic Performance and Structure, Addison-Wesley,Seventh Edition, 2001/
- Lewin, Moshe. Russian Peasants and Soviet Power. Evanston: Northwestern University Press, 1968.
- McCauley, Martin. The Soviet Union 1917–1991. 2d ed. London: Longman, 1993.
- Moss, Walter G. A History of Russia. Vol. 2: Since 1855. 2d ed. Anthem Press, 2005.
- Remington, Thomas. Building Socialism in Bolshevik Russia. Pittsburgh: University of Pittsburgh Press, 1984.
- Solzhenitsyn, Aleksandr. The Gulag Archipelago: 1918–1956. Harper & Row, Publishers, Inc., 1973–1975.

俄罗斯联邦时期
- Cohen, Stephen. Failed Crusade: America and the Tragedy of Post-Communist Russia. New York: W.W. Norton, 2000.
- Fairbanks, Jr., Charles H. 1999. "The Feudalization of the State." Journal of Democracy 10(2):47–53.
- Paul R. Gregory and Robert C. Stuart, Russian and Soviet Economic Performance and Structure, Addison-Wesley, Seventh Edition, 2001.
- Medvedev, Roy. Post-Soviet Russia A Journey Through the Yeltsin Era
- Moss, Walter G. A History of Russia. Vol. 2: Since 1855. 2d ed. Anthem Press, 2005. Chapter 22.
- 維爾納茨基：蒙古與俄羅斯（二）

## 外部連結
- 從大國到強國：俄羅斯帝王列傳，俄新網